# ダンメ (デュンマー)
ダンメまたはダメ (ドイツ語: Damme, ドイツ語発音: [ˈdamə]) は、ドイツ連邦共和国ニーダーザクセン州フェヒタ郡に属す市で、観光地およびカーニバルの街として知られている。ダンメは、隣接する自治体であるディープホルツ、ローネ、フェヒタとともに、1994年に地域強化のためのモデルプロジェクト「シュテッテクヴァルテット」（都市カルテット）を創設した。

## 地理

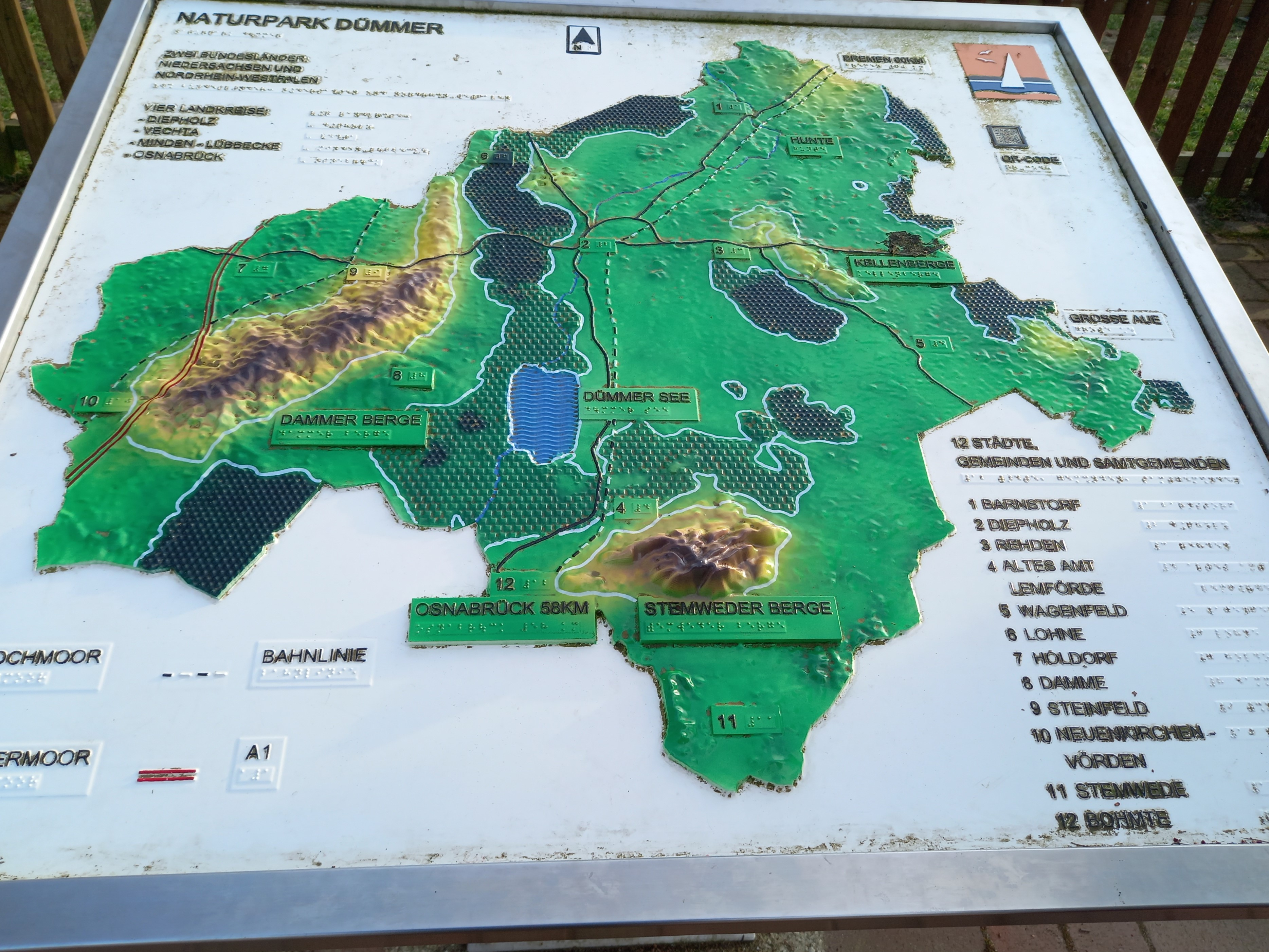
ダンメ周辺の地形図。画面左寄りの山地の麓にダンメ (8) が存在する。

### 位置
ダンメは、オルデンブルガー・ミュンスターラントの南部、ヴィーエン山地の北、東のデュンマー湖と北西のダンマー山地との間に位置している。市の南部には「グローセス・モーア」（直訳: 大湿原）と呼ばれる湿地が広がっている。市域の大部分がデュンマー自然公園に指定されている。街の中心部の高度は海抜 64 m である。

### 市の構成
ダンマー市は以下のオルトシャフト（地区、集落）からなる。
- ベルクファイネ
- ボリングハウゼン
- クレメンス＝アウグスト＝ドルフ
- ダリングハウゼン、ボケルン、ホルテ、ニーエンハウゼン
- ダンメ・オルト、ベルクマルク、ダンメ＝ジュート、ヴェレンヴェーク
- ダンメ＝ノルト、ベクサッデ、ダンメ＝エッシュ、ノルトホーフェ、ヴェムペンモーア、ヴィーネライ
- ダンメ＝ヴェスト
- デュンマーローハウゼン、オルドルフ
- グリュックアウフ
- ハーフェアベック
- クリューネンベルク
- ランゲンタイレン
- オスターダンメ
- オスターファイネ
- レーゼラーゲ、ジールハウゼン
- ロッティングハウゼン、グレーフェン、ヒネンカンプ、ノイエンヴァルデ、オッセンベック
- リュッシェンドルフ、イーレンドルフ、ケンプハウゼン、ヒューデ
- ジュートフェルデ[3]

### 隣接する市町村
ダンメは、北から時計回りに以下の市町村と境を接している: シュタインフェルト、ディープホルツ、ザムトゲマインデ・アルテス・アムト・レムフェルデ、ボームテ、ノイエンキルヒェン＝フェルデン、ホルドルフ

### 気候
ダンメでは、北海からの湿った北西風の影響を受け温帯海洋性気候が支配的である。ダンメの長期平均気温は8.5℃から9.0℃、年間平均降水量は約 700 mm である。5月から8月の間に平均20日から25日の夏日がある。

## 歴史

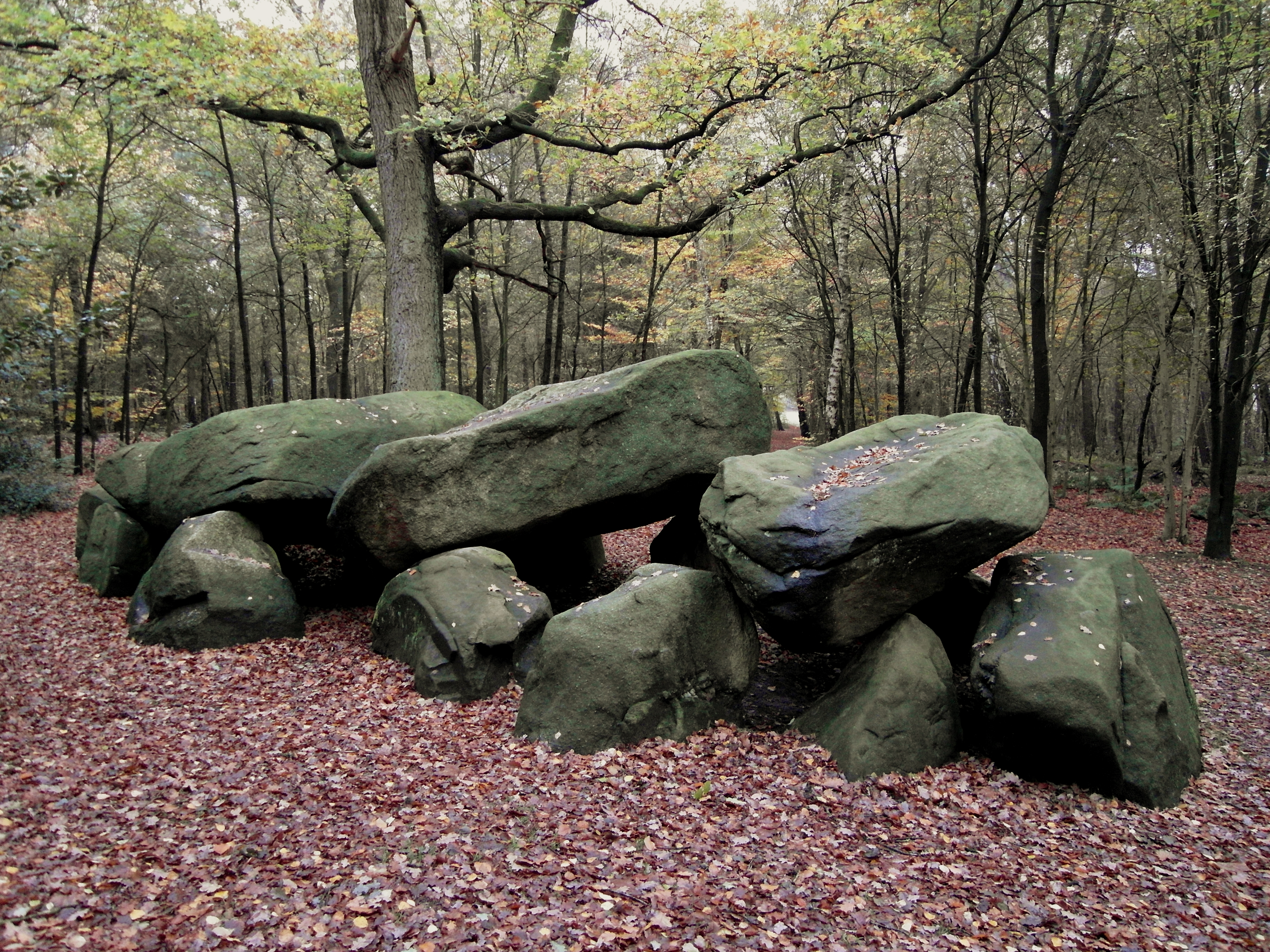
ダンメ近郊に遺る巨石墓

ダンメという地名は、三方が湿地で、北西側は森に囲まれた定住地を表しており、デュンマー湖畔からは新石器時代初期（紀元前5000年頃）の出土品が見つかっている。ノイエンヴァルデのものをはじめとする多くの巨石墳墓（紀元前2500年頃）やベルクファイネの青銅器時代から鉄器時代（紀元前1700年頃以後）の墓地は、ダンマー地域で途切れることなく定住が営まれていたことを示している。

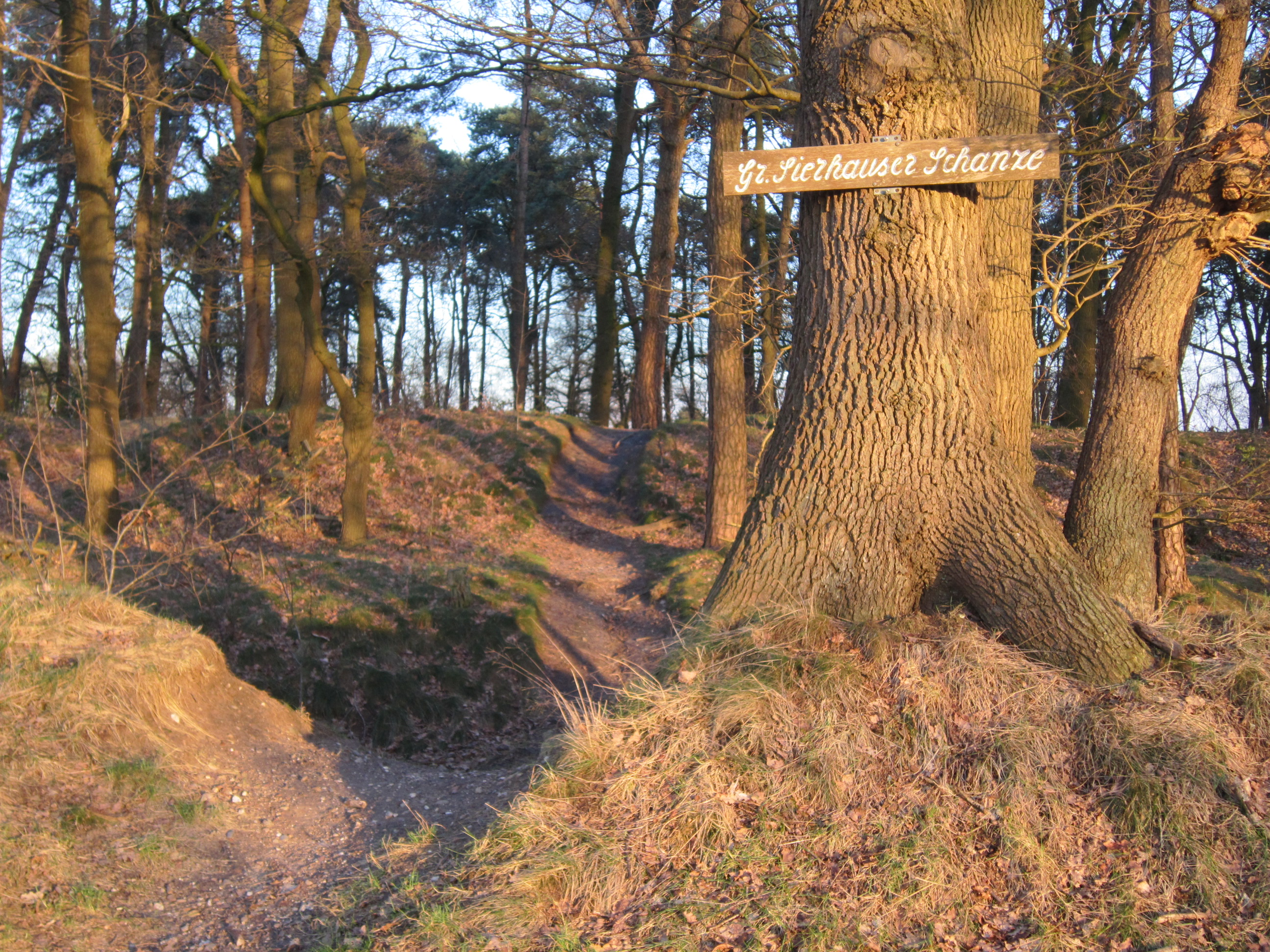
ジールハウゼンの「レーマーシャンツェ」の1つグローセ・シャンツェ

その後この集落はザクセンのデルザガウ（デルジガウとも呼ばれる）の中心地となったが、785年にフランクのカール大帝に征服された。これにより住民はキリスト教化された。最初の教会はオスナブリュック司教によって組織された。フランク人が支配した時代に、ダンメとホルドルフとの間のダンマー山地に城砦施設デルザブルクが建設された。また、湿原を通って南に向かう街道を監視するための「レーマーシャンツェ」（直訳: ローマ人の砦）と呼ばれるジールハウゼンの2つの小さな城砦も、おそらくこの頃のものである。851年にアレクサンダーの聖遺物を運ぶ一行がヴィルデスハウゼンを訪れ、農村ボーケルンが初めて文献に記録された。872年には農村ベルクファイネが記録されている。
フランク人による征服の結果、マイヤーホーフ（マイヤー農場）が設けられた。マイヤーは行政官僚として一般住民に対して特別な責務と特権を有し、その報酬として土地と邦有の農場を得た。現在の市域内だけで11のマイヤーホーフがあった。
最初の教会堂建設（850年から950年までの間）とそれに相応する教会組織の創設によりダンメは小教区となった。この集落の現存する最も古い記録は1180年のものであるが、それ以前のずっと昔からデルザガウおよび小教区の中心地であった。
その後、ダンメ小教区の高権を巡ってミュンスター司教領主とオスナブリュック司教領主との間で何世紀にもわたる紛争が起こり、ダンメ住民、特に農民のあらゆる生活分野で常に悪影響が及んでいた。紛争は、最終的には1817年になってやっとオルデンブルク公国（1829年以降は大公国）の一部となり、解決した。カーニバルのパレードに関する最初の記録は1564年になされている。これにはミュンスター司教領主とオスナブリュック司教領主とのダンメでの狩猟権を巡る紛争が関わっていた。オスナブリュック領とミュンスター領双方の猟師がダンマー山地での狩猟権を主張し、互いに撃ち合い、オスナブリュック側の猟師が重傷を負った。この問題がダンメの判事の下に持ち込まれた際、撃たれたオスナブリュックの人物に対して禁固と鞭打ちの刑（2列に並んだ鞭を振るう人の列の間を歩く）を下した。しかも鞭打ち刑の執行はカーニバルのパレードの一部として行われ、その囚人は殴り殺されてしまった。カーニバルのパレードはいわゆる「ハイシェガング」として行われ、現在はダンメのカーニバル後の火曜日に行われる「ゲンゼマルシェ」に引き継がれた。しかし、ダンメでは他よりも1週間早くカーニバルが開催される。これはミュンスター司教が「罪深いカーニバルの乱痴気騒ぎ」を根絶しようと試みたことに由来している。司教は1892年にカーニバルの熱狂の替わりに「40時間の祈り」を行うことを定め、すべての信者がこれに参加しなければならないと命じた。暴力的な抵抗にもかかわらず、司教はこの命令を撤回しなかったため、ダンメの住民たちはカーニバルを単純に1週間前倒しした。
この集落は、中世初期から手工業と商業の中心地であり、ダンメに属する農村に対する教会と行政の中心地でもあった。これは初期の小教区の広さ、1817年から1879年のアムト・ダンメ（アムトは地方行政単位）の独立性、その後の自治体面積の拡張、現在の中級中心としての重要性に表れている。
首邑では何百年もの間農耕市民階級（手工業や商業を主な収入源とし、自家消費分あるいは副収入分の農業を営む市民階級）が中心であったのに対して、農村部では農業が中心的役割を果たしていた。現在でも、さらに発展した加工食品業、集約的農業/畜産業といった形で一部に当てはまる。さらにこうした専門業化によってその川上にも川下にも多くの雇用が生まれた。
19世紀半ばにドイツで工業化が導入され始めると、この町の皇帝時代の構造にも変化が訪れた。それは手工業、商業、サービス業の分野から起こった。しかし1910年に鉄鉱石が発見されたことによりダンメの工業的発展が始まった。1939年から1967年まで鉄鉱石採掘が盛んに行われた。
現在は中心となる病院の他に、金属・木材・合成樹脂・農業用機械工業、自動車産業向けの安全システムや精密モジュールの製造、長距離貨物輸送、工業用段ボール製造といった分野で約3,000人が働いている。ダンメは人口約16,500人で、総人口4万人を超える周辺地域の経済的中心であり、地域開発プログラム上は公式な中級中心都市でないものの、中級中心都市としての重要性を備えている。
人口、集落構造、経済条件からダンメは、1982年5月1日にニーダーザクセン州内務大臣エクベルト・メックリングホフから「Stadt」（市）の称号を授与された。
ダンメは、旧大公国（後のオルデンブルク自由州）南部のオルデンブルガー・ミュンスターラントに位置している。クロッペンブルク郡とフェヒタ郡がこの地域にあたる。オルデンブルク州は1946年からニーダーザクセン州の一部となっている。ダンメは、2004年12月31日の行政改革で解消されるまでヴェーザー＝エムス行政管区に属していた。

### 地名の由来
ダンメ (Damme) の古い表記は、1180年 Damme、1186年 Damme、1346年 Dammeである。この地名は、「ダム」(Dam) あるいは「堤防」(Damm, Knüppeldamm) を意味する基本語に基づいている。ダンメは広いムーア地域の北、ダンマー山地の南に位置している。この名称はこうした帯状の集落を意味している可能性もある。

### 1974年8月16日から17日の気象災害
1974年8月16日から17日にかけての夜間、ダンメとその周辺市町村は8時間続く激しい雷雨に襲われた。この際、ビリヤードボールほどの大きさにまでなる雹が降り、何百万ユーロもの被害が生じた。

### 1978年/79年の北ドイツの雪害
厳しく、降雪量の多かった1978年から79年にかけての冬にダンメで大雪が降った。他の多くの郡と同様にフェヒタ郡でも災害警報が発令された。1979年2月18日から19日に予定されていたカーニバルのパレード前に大量の雪が降り、除雪車や個人の援助があったもののパレードが実施できなかった。エルファーラート（カーニバル実行委員会）と Prinzenhofstaat はパレードを2月25日と26日に延期することを決定した。このため1891年以来初めてダンメのカーニバルの月曜パレードがバラの月曜日に行われることとなった。路面にはまだ雪が残っていたが、状況が改善されたことから災害情報が解除され、両日で130以上のグループがパレードに参加した。

### その他の自然災害
- 2012年09月にジュートフェルデ地区で竜巻が起こった[10]。
- 大雨により洪水が起こった（2020年6月など）[11]。
- 2020年春および2020年秋から2021年春にかけて、ダンメも世界的に深刻な新型コロナのパンデミックにより被害を受けた。一時期市域では、午後9時あるいは午後10時から外出制限が行われることもあった[12]。

## 住民

### 人口推移
ダンメの2017年の戸数は約7,000戸である。近年ダンメは毎年約0.6%（約100人弱）人口が増加している。
| 年         | 1659  | 1705  | 1772  | 1817  | 1855  | 1900  | 1945  | 1950   | 1960  | 1970   | 1980   | 1990   | 2000   | 2010   | 2020    |
| ---------- | ----- | ----- | ----- | ----- | ----- | ----- | ----- | ------ | ----- | ------ | ------ | ------ | ------ | ------ | ------- |
| 人口（人） | 3,827 | 5,110 | 5,859 | 7,561 | 6,908 | 5,010 | 6,943 | 10,142 | 9,301 | 11,191 | 12,884 | 13,556 | 15,578 | 16,441 | 17,250* |

* 推定人口。この年の12月31日現在の精確な数値は公開されていない。

### 宗教

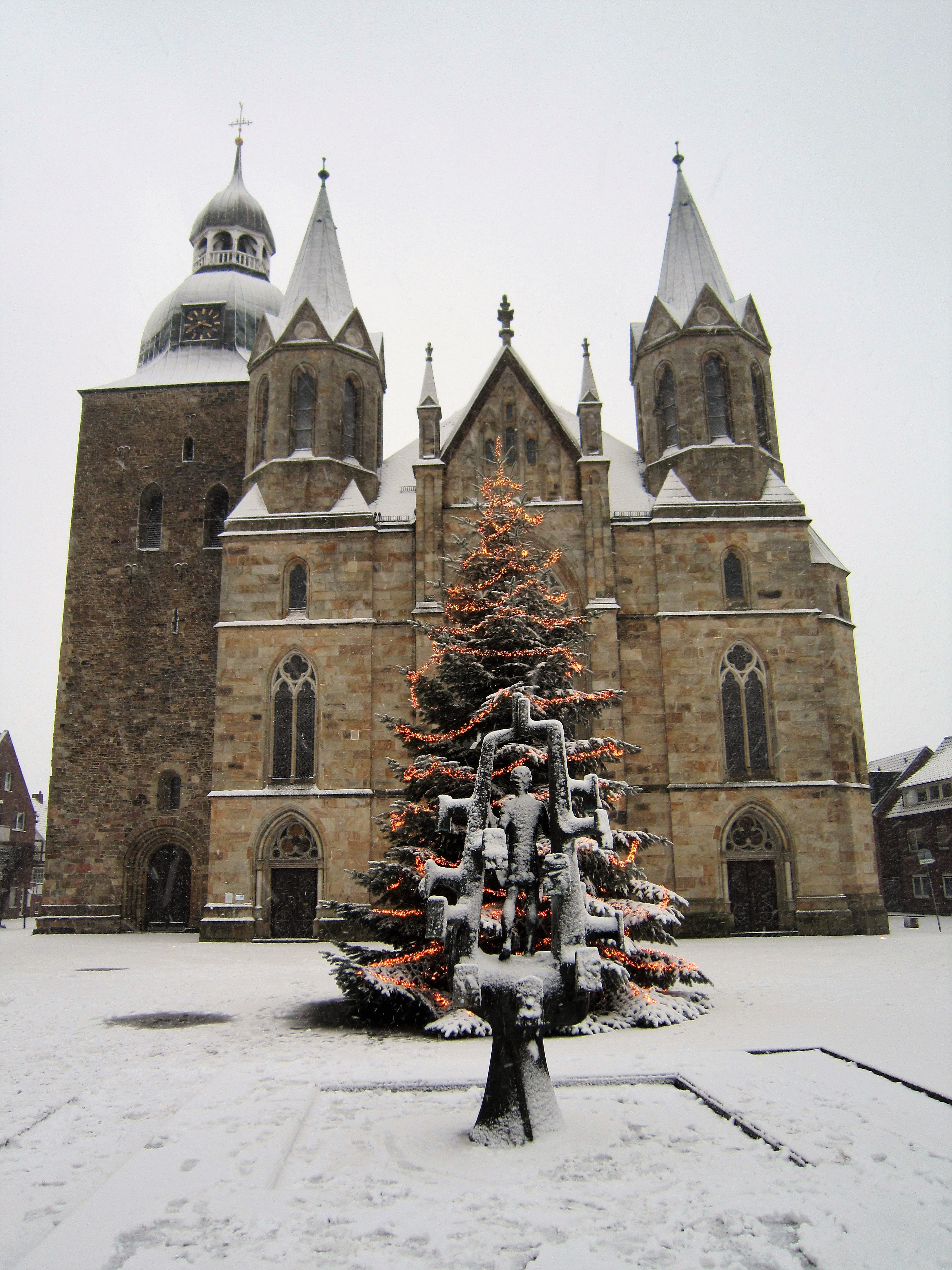
ダンメの聖ヴィクトール教会

#### 宗教統計
Zensus 2011の報告によれば、住民の 66.7 % がローマ＝カトリック、19.1 % が福音主義、14.2 % が無宗教、その他の宗教団体に所属、あるいは宗教不明であった。2023年の統計では、総人口17,694人中、10,333人 (58.4 %) がローマ＝カトリック、2,893人 (16.35 %) が福音主義、4,468人 (25.25 %) がその他の宗教または無宗教であった。プロテスタントとカトリックの信者数はともに減少している。

#### キリスト教
ダンメの聖ヴィクトール教会、オスターファイネの聖マリア被昇天教会、リュッシェンドルフの聖アグネス教会の3つのカトリック教会は、2007年10月14日に統合され、ダンメ聖ヴィクトール教会となった。2016年までこの組織の活動には1962年に設立されたダンメ修道院を補完するｋとが含まれていた。この修道院はベネディクト会ミュンスターシュヴァルツァハ修道院に属していた。第二次世界大戦後、ベクサッデ地区に小さな新使徒教会が設立された。また、小さなユダヤ教会も存在している。

## 行政

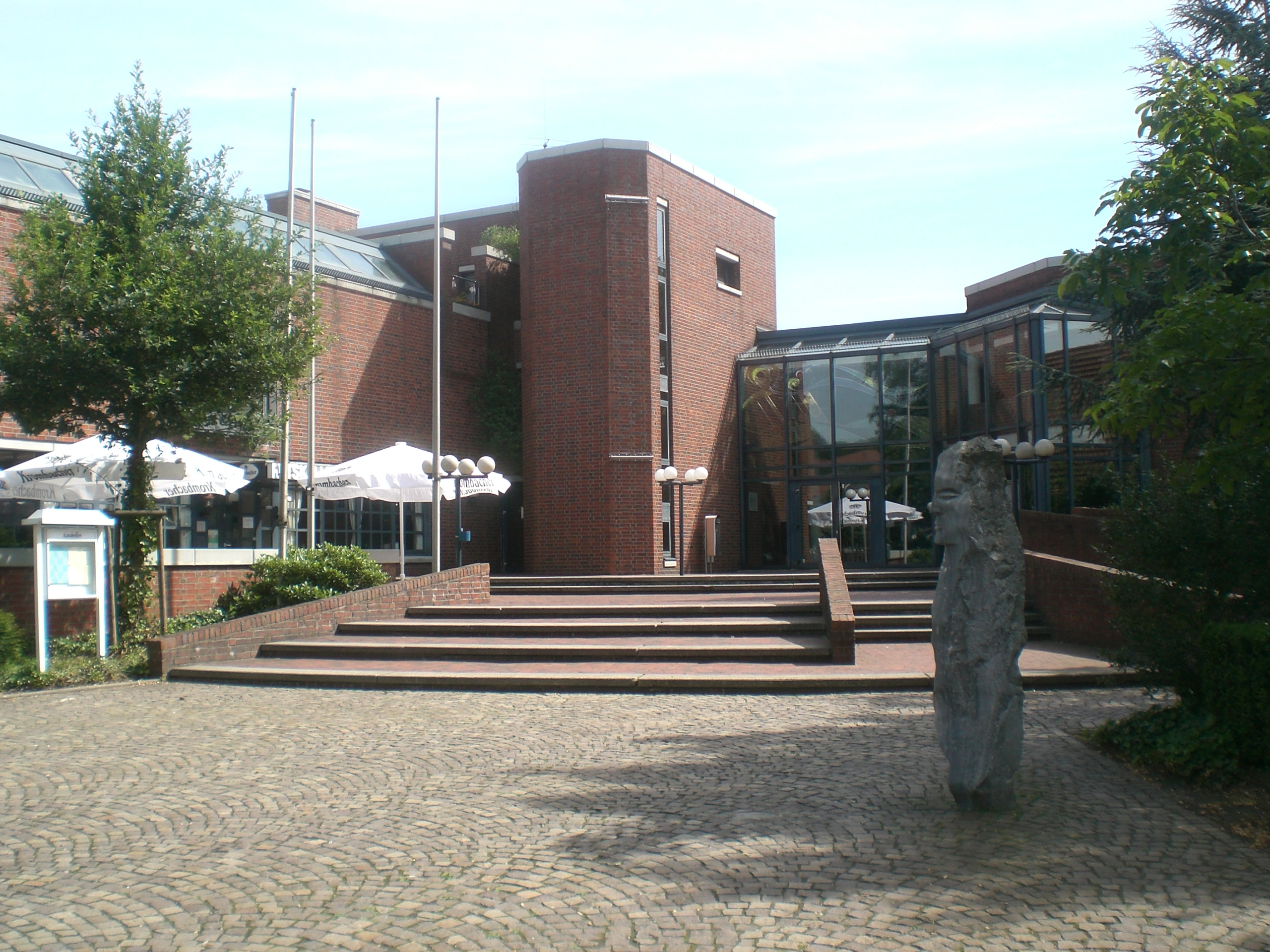
ダンメ市庁舎

### 議会
ダンメ市の市議会は28議席からなる。人口15,001人から20,000人の自治体に対する議員定数は32議席である。市議会の議決に基づき議員数が4議席削減されている。市議会議員は5年ごとの選挙で改選される。この他に市長が投票権を持って市議会に参加する。

### 首長
本市のトップは市長 (ドイツ語: Bürgermeister) である。第二次世界大戦後イギリス管理地区では自治体ディレクターまたは都市ディレクターが行政トップとなり、ビュルガーマイスター（現在は「市長」を意味する語）は、（市議会議長として）典礼的業務だけを担う「二頭制」が布かれていた。1996年にニーダーザクセンでビュルガーマイスターを行政と議会のトップとする一頭制が再び採用された。かつてはビュルガーマイスターも自治体ディレクターも議会によって選出されていたが、現在では市民によって直接選挙で選出されている。
ダンメ市の市長はミケ・オッテ (CDU) である。彼は、対立候補が立たなかった2021年9月12日の市長選挙で 89.31 % の支持票を得て選出された。この選挙の投票率は 57.3 % であった。オットーは2021年11月1日に市長に就任した。
第二次世界大戦以後のビュルガーマイスター（市長）は以下の通り。
- 1945年4月11日 - 1945年4月17日: ヘルマン・ゲルデス
- 1945年4月18日 - 1946年2月26日: アウグスト・ライバー
- 1946年2月27日 - 1946年4月16日: アントン・フォルトマン
- 1946年4月17日 - 1953年12月14日: ハインリヒ・ヴォルキング
- 1953年12月15日 - 1956年11月12日: ベルンハルト・ヘンテマン
- 1956年11月13日 - 1968年10月15日: ハインリヒ・ヴォルキング
- 1968年10月16日 - 1979年11月6日: ヨーゼフ・シュトローマン
- 1979年11月16日 - 1991年11月5日: ハインリヒ・バイダーハーゼ
- 1991年11月5日 - 1997年4月30日: ハインリヒ・ホルトフォークト
- 1997年5月1日 - 2006年10月31日: ハンス＝ゲオルク・クナピーク
- 2006年11月1日 - 2021年10月31日: ゲルト・ムーレ[19]
- 2021年11月1日 - :　ミケ・オッテ

自治体ディレクター（1982年5月7日以後は都市ディレクター）
- 1945年11月1日 - 1973年3月31日: フランツ・ホルトハウス
- 1973年4月1日 - 1997年4月30日: ユルゲン・レスポンデーク

ダンメの幟旗

### 紋章
ダンメ市の紋章は四分割。第1フィールド（向かって左上）は金地に2本の赤い横帯。第2フィールド（向かって右上）は、黒地に銀色の聖ヴィクトールの姿。その左手は赤い十字が描かれた銀の盾に添えられており、右手に同じ色の旗をつけた槍を持つ。第3フィールド（向かって左下）は、緑地に銀の犂の刃。第4フィールド（向かって右下）は青地に金のアンカーシュテッククロイツ（十字）。

### 旗
ダンメ市の旗は長辺と平行に白、緑、白に分割。緑地の部分の幅は全体の2/3を占める。向かって左（幟の場合は上）1/3に黄色いアンカークロイツ（先広十字）。十字のアームの太さは旗の幅の1/10で、広がったアームの先端部分は旗の幅の1/5である。十字の幅と長さの比は1:2である。この旗は幟にも用いられる。

### 姉妹都市
- ダンメ（ベルギー、ウェスト＝フランデレン州）

1986年8月10日に公式に署名された。政治、スポーツ、文化レベルでの相互訪問が毎年行われている。

## 文化と見所

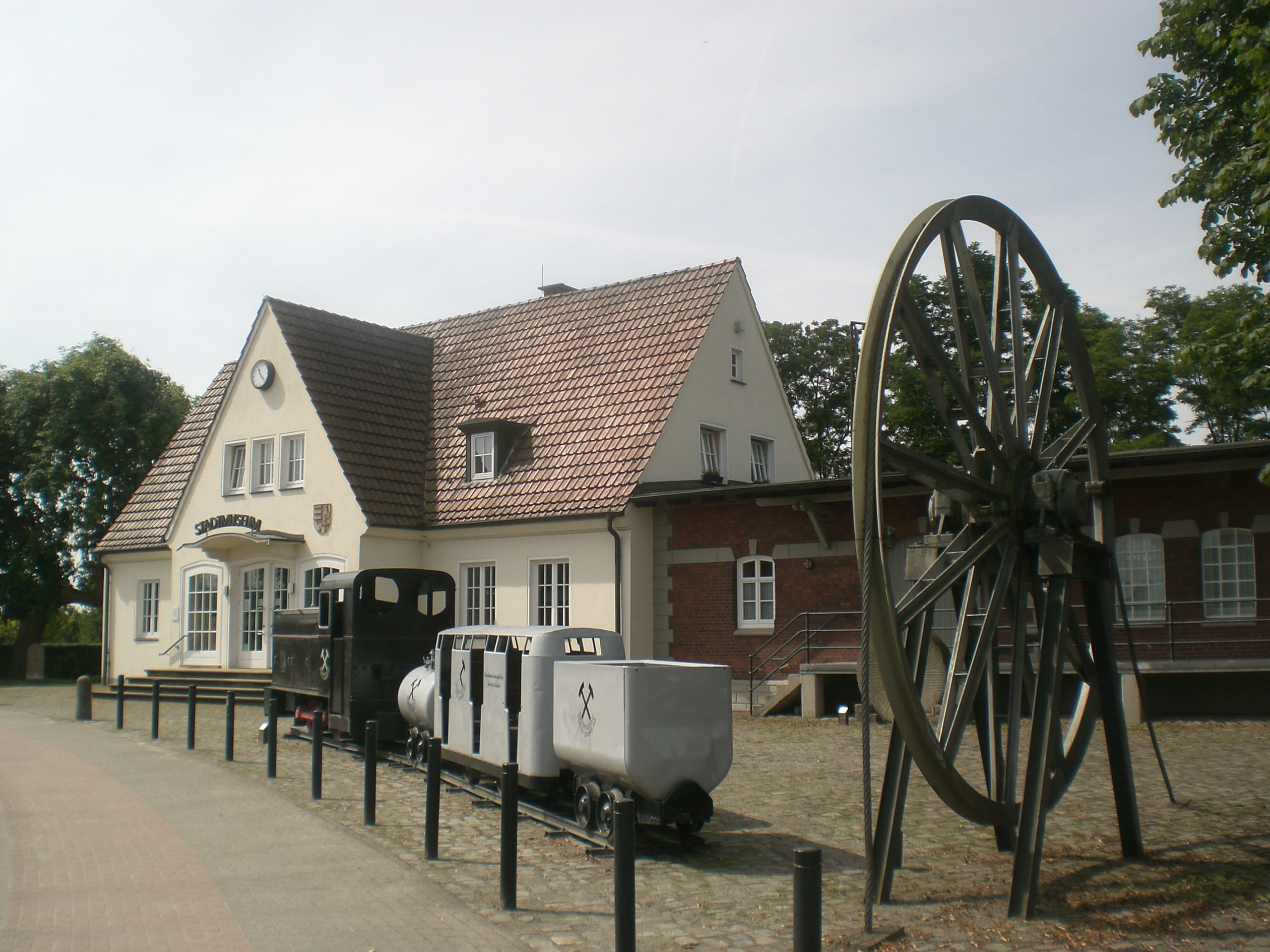
ダンメ市立博物館

### 博物館
ダンメには市立博物館があり、4つの常設展示テーマ（1. 集落の始まり、2. ダンメを巡るオスナブリュック司教領主とミュンスター司教領主の数世紀に及ぶ戦い、3. 1614年以降のダンメのカーニバル、4. ダンマー山地における鉄鉱石採掘 1939年-1967年）と入れ替えの特別展示（「戦間期のダンメ」など）に分けられる。開館は日曜日と水曜日の15時から18時までである。ここには地方史に関する刊行物も数多くある。
ヘルターマン水車は申請すれば訪れることができる。この建物の中には、ダンメの水車の歴史を紹介する展示がなされている。
デュンマーローハウゼン地区にはダンメの鳥類に関する博物館があり、申請すれば訪れることができる。

### 音楽
ダンメには多くの音楽愛好者のグループが存在する。男声合唱団ハルモニア、ダンメのカトリック教会（聖ヴィクトール教会）、オスターファイネのカトリック教会（聖マリア被昇天教会）それぞれの教会合唱団、リュッシェンドルフ（聖アグネス教会）のコルピング合唱団、音楽グループ「ラウダーテ」、福音主義ルター派教会の教会合唱団および金管アンサンブル「ルーム・グート・ヒルテン」、フルート演奏グループ「クライネ・ヘルデ」、福音主義ルター派教会の青年バンド、コルピングオーケストラ・ダンメ、「ダンマー・ゲトーゼ」、郡立音楽学校の様々なグループからなる「ファンマー・クナルエルプゼン」、「デルザ・ハイランダース」（笛とドラムのバンド）、オスターファイネ演奏隊、ビッグバンド「マイナース・ジャズ・カンパニー」、ダンマー・カーニバル協会 1614 e.V. の「ナレンブレヒ」、多数のポップ・コピーバンド、ハーゲリング・ダンメの狩猟ホルン演奏グループ、ダンマー・クナイペンコーラスなどがある。

### 建築

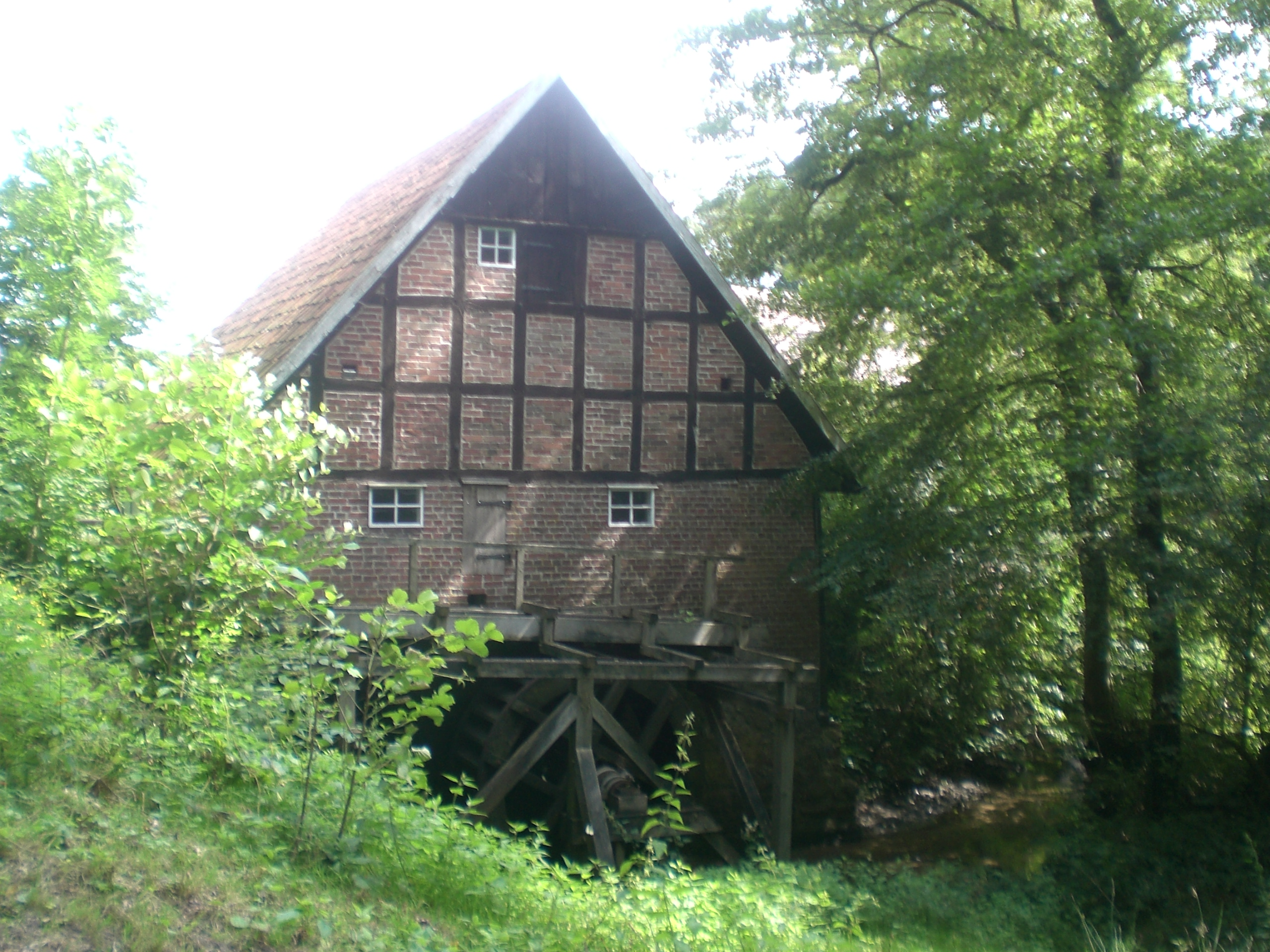
ヘルターマン水車

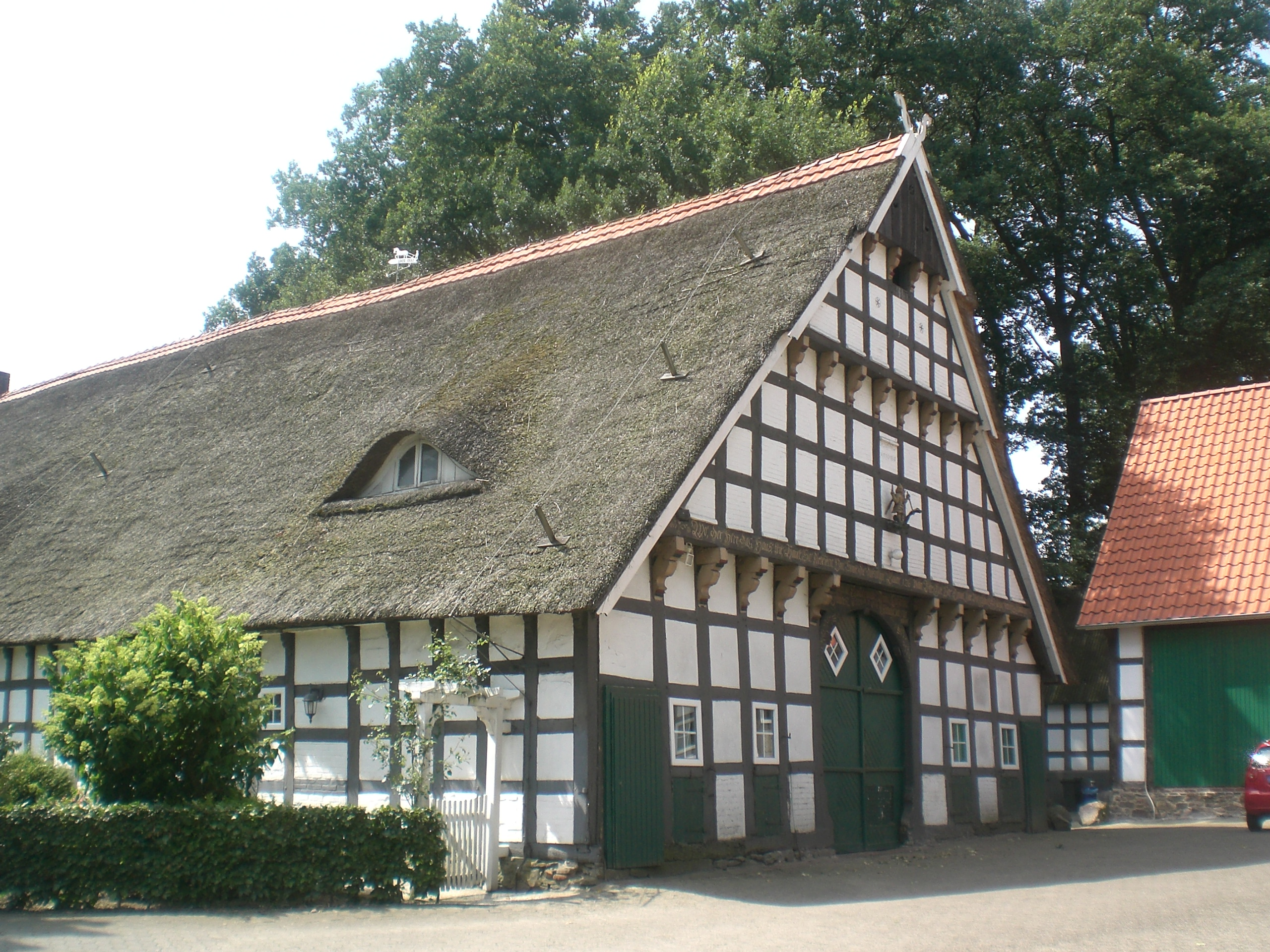
グローセ・ザンダーマン

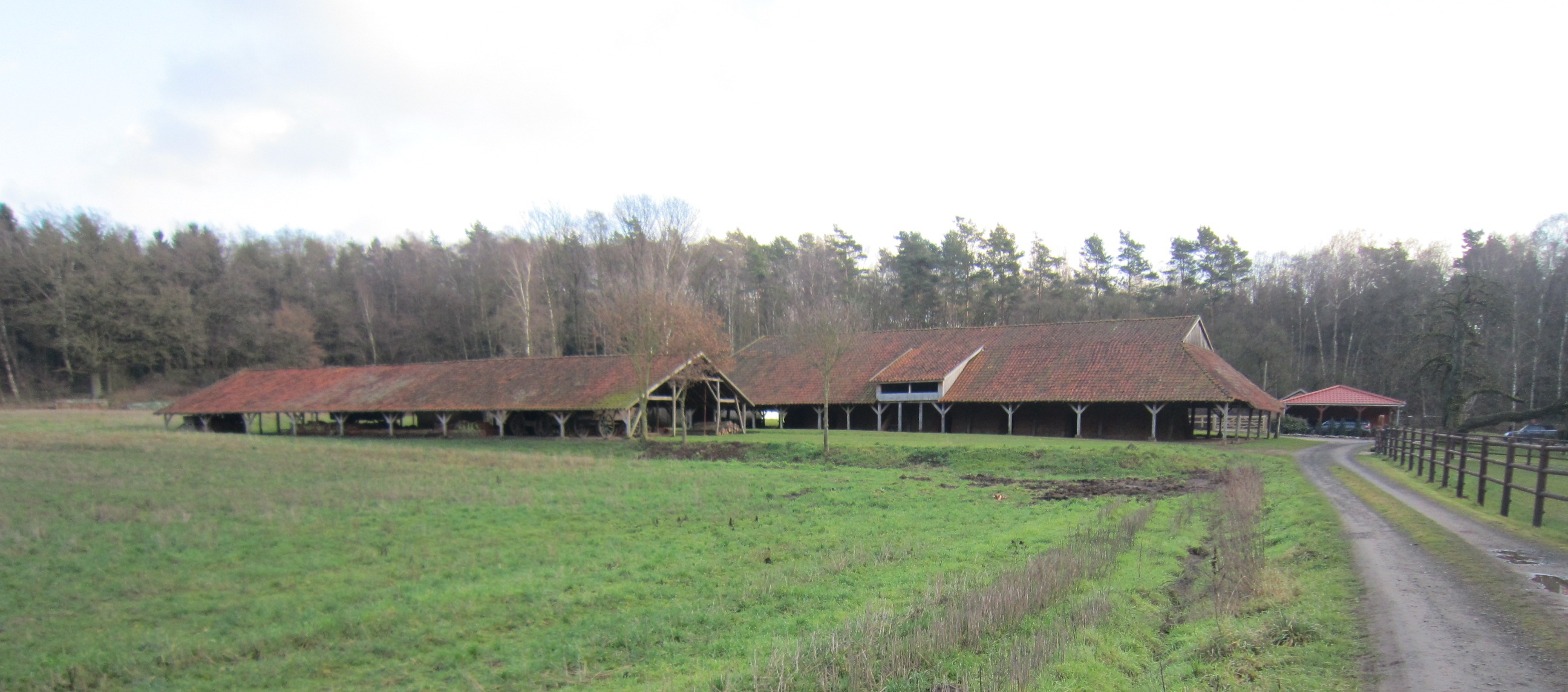
旧レンガ工場

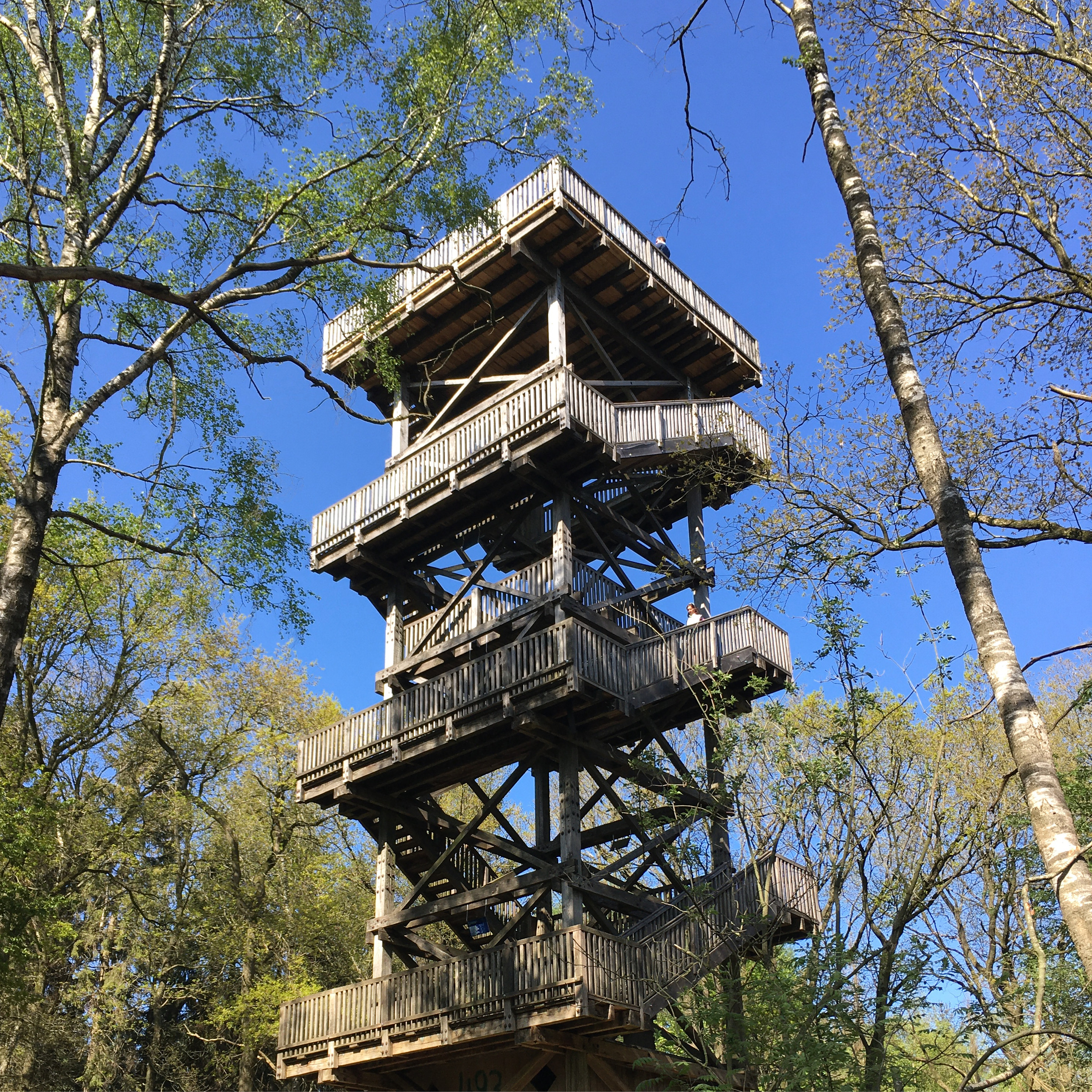
モルトクーレンベルクの展望塔

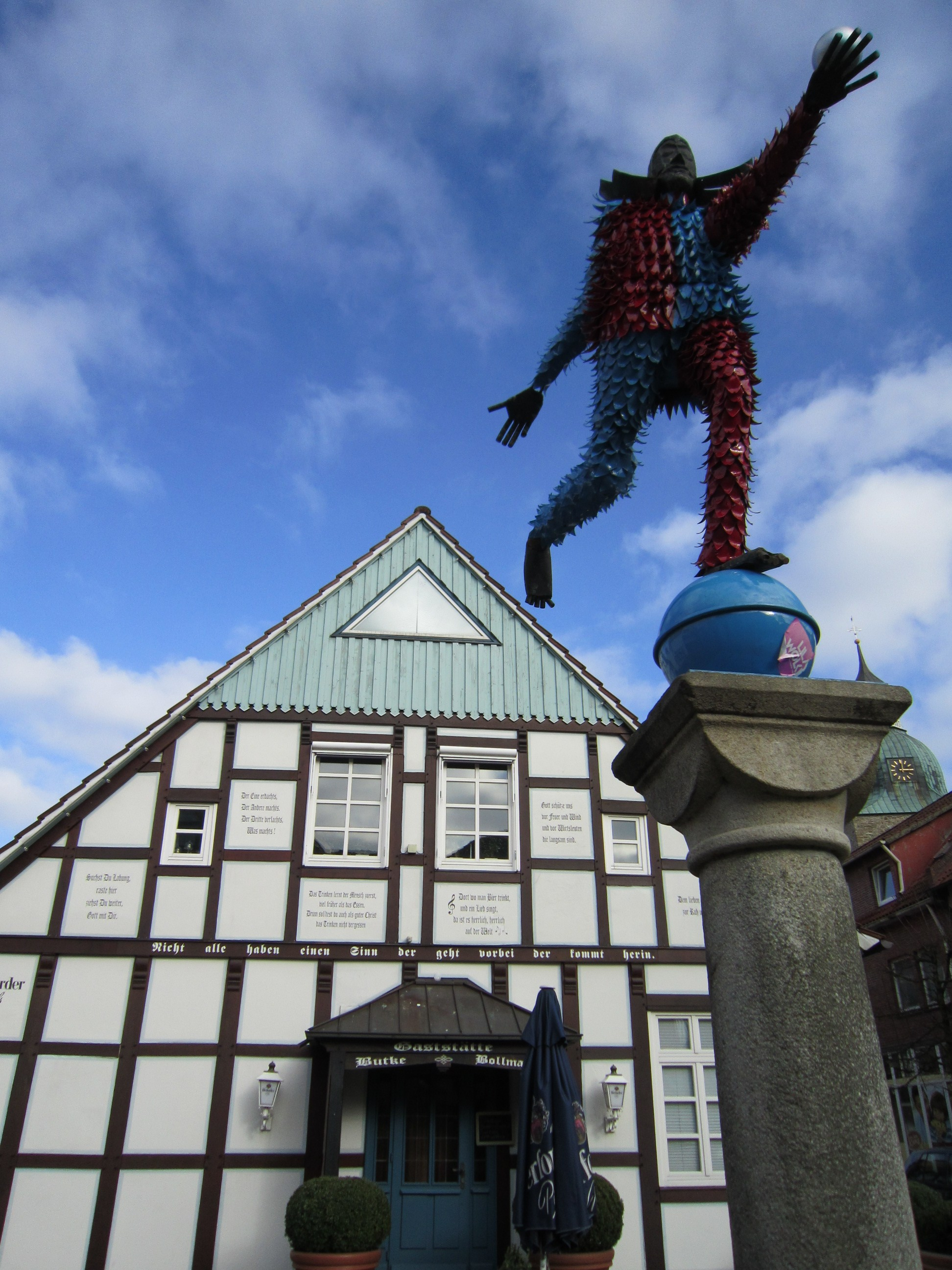
カーニバルの柱

- カトリックの教区教会聖ヴィクトール教会。ネオゴシック様式のカテドラル風の砂岩建築で、1904年から1906年に建設された。1300年頃のロマネスク様式の岩で造られた塔の基礎部、ゴシック様式の立面図、1693年に造られたバロック様式のドーム、ネオゴシック様式の調度、歴史主義様式の印象的なガラス窓。
- 福音主義ルター派のラウレンティウス礼拝堂。1906年建造のネオゴシック建築。ダンメで最初の福音主義教会建築である。
- 福音主義ルター派の教区教会「ツーム・グーテン・ヒルテン」（善き羊飼い）。1959/60年建造の実用的な様式のハレンキルヒェ。2002年から2003年に様々な改修工事がなされた。
- オスターファイネ地区のカトリックの教区教会聖マリア被昇天教会。ネオゴシック様式のレンガ造りのバシリカ。1861年から1864年に建造された。歴史的なガラス窓は貴重である。
- リュッシェンドルフ地区のカトリックの教区教会聖アグネス教会。ネオゴシック様式のホール建築。1903年から1905年に建設された。塔は955年に近代化された。歴史的なガラス窓を持つ。
- ディーリンガー門。聖ヴィクトール教会の教会広場へ抜ける木組み建築の門。1964年に古い建物をモデルにして建設された。
- 聖ヴィクトール教会の聖具室。1957年から58年に古い建物をモデルにして同じ場所に建設された木組み建築。
- ダンメ市庁舎。ガラスフロント・エレメントを持つ平屋根のレンガ建築。1979年から81年に建設された。エントランス・エリアには同心円状の前庭がある。
- マイヤー＝ホルツグレーフェ邸。旧市庁舎。現在（2024年）リンクラーケ書店。1920年代後期に建設された歴史主義様式の旧住宅。
- ホーヤ家。旧アムト役場兼区裁判所。18世紀後期様式の古典主義建築（玄関上の紋章には1765年と記されている）。
- 旧駅舎の市立博物館、1900年に建設されたグリュンダーツァイト（ドイツ語版、英語版）（普墺戦争後の会社設立時代）の建築。1952/53年に実用的な様式に改築され、1992年から市の歴史博物館となっている。
- シルゲン家。1820年建造の農家。何度も改築され機能調整がなされた。1900年に階層が増築されて漆喰が塗られた。都市景観を印象づける建物である。
- ヘルターマン水車。この木組み建築の主要部分は1801年に建設されたが、中核部はこれよりかなり古い。1999年に改修され機能するようになった。近くに小さな水車用の池がある[22]。
- マイヤー＝ノルトホーフェ水車。中核部は1734年に建設された。内部機構はほぼ保存されているが、水路や水車はない。
- 老人ホーム「マリア・ラスト」。1914年に鉄道員宿舎として建設された。ユーゲントシュティール志向のラングハウスタイプの中核建造物は3つの特徴的な破風を有する。
- テキスタイル工場バールマン & リーバー。戦後、1949年、1953年、1957年の3期に分けて建設された工業建築。保護文化財に指定されている。
- ローベルツ・ホテル（「ブレヒホテル」）。二段寄棟造のわずかに波打つ屋根をもつ5階建ての建物。1820年頃に建設された。1885年頃に板金で覆われて雨水から保護された木組み建築である。特徴的な外観で、街中の目立つ場所にある。
- ブトケ＝ボルマン家・旅館。1807年建造の木組み建築。
- カーニバルの柱。1999年に歴史主義様式で建立されたダンメのカーニバルの記念碑。
- シュナト風車。内部は良く保存され、徐々に改修がなされている八角形のオランダ風車（ドイツ語版、英語版）。ボリングハウゼン地区の「シュナト」（境界）にある[23]。
- ホイアーハウス・ローリング。ボリングハウゼン地区の1773年に建設された木組み建築。
- ヒルゲンヒュースケン。イーレンドルフ地区。グレーフェへの道筋にある木組みの礼拝堂。1715年に建設された。嵐で損壊した後1990年に修復された。
- コファンケシェ礼拝堂。ケンプハウゼン地区。1956年建造。豊かな彫刻を持つ木組み建築。
- マイアーホーフ・ノルトホーフェとベクサッデ＝ホーフ・ポールマン。1854年と1853年に建設された、ともに漆喰塗りの住居とオフィスが一体化した建物である。
- ホーフ・ヨーゼフ・マイヤー（またはヴォルキング＝ロプケ）。オルドルフ地区。1913年に建設された木組み建築の豊かに造形された破風。
- ボッシェ住宅。オルドルフ地区。ユーゲントシュティールとネオバロック（ドイツ語版、英語版）の要素を併せ持つ風変わりな住宅。1927年建造。
- ホーフ・マイヤー＝ヒュルスマン（旧クラウジング）、オスターダンメ地区。ダンメの有名な建築一家シューマッハ家の作品で1778年に建設された。ダンメの最も古い文献記録はこの農場と関係した記述である。
- マイアーホーフ・オスターフェイネ。1769年に建設され、1848年に居住部分が拡張された木組み建築。1990年に改修がなされた。
- ヨーゼフ・ポールシュナイダーの社屋。オスターファイネ地区。アール・デコとインターナショナル・スタイルと間に位置する変わった建築である。1932/33年建造。
- ホーフ・グローセ・ザンダーマン。リュッシェンドルフ地区。1764年建造の、フェヒタ郡で最も古い木杭建築の1つである。破風内にリュッシェンドルファー・マイアーホーフの彫刻作品（1664年）がある。
- ホーフ・トリンペ＝ランペ。ジールハウゼン地区。1769年建造の茅葺き木組み建築。
- シュテルティング・レンガ工場。ヴェンペンモーア地区。1875年創立。1902年建造の環状の炉が遺されている。1962年に近くの鉄鋼鉱山での採掘被害により閉鎖された。改修が進められている[24]。
- 旧鉱山建造物。ヴェンペンモーア地区。1954年の受付棟がある入口部分、1958年の管理棟、1953年の機械棟、1954年の坑道棟が遺されている。洗鉱用の付属「小洗浄池」から北に 100 m。
- シュヴァイツァーハウス。1886年からの長い伝統を持つ「オルデンブルギシェ・シュヴァイツ」の行楽地。現在の建物は1983年に火災で失われた先代の建物をモデルに建設された木組み建築である。
- モルトクーレンベルク (142 m) の展望塔。塔の高さは 22 m で展望台を有している[25]。
- ダンマー・ベルゲ自然保護センター。1995年からNABU（ドイツ語版、英語版）のエコロジー活動の拠点となっている。ここは、かつてのシェレンホルスト空軍弾薬庫（略称 Muna）の敷地と建物で、1935年以降ドイツ国防軍が様々な目的の建物を設置していた。ドイツ連邦軍も1959年からここを利用した（北側: 1980年代末まで第153軍団倉庫、南側: 1994年まで（第62郷土防衛旅団、Mobilmachungsstützpunkt）。
- ジグナールベルクの通信塔。イギリス陸軍ライン軍団によって建設された。その後ドイツ連邦軍に移譲され、現在は緊急通報受理機関 (BOS) が運用している。
- ジグナールベルクには高さ 134 m の　ドイツ・テレコム AG の通信塔もある。

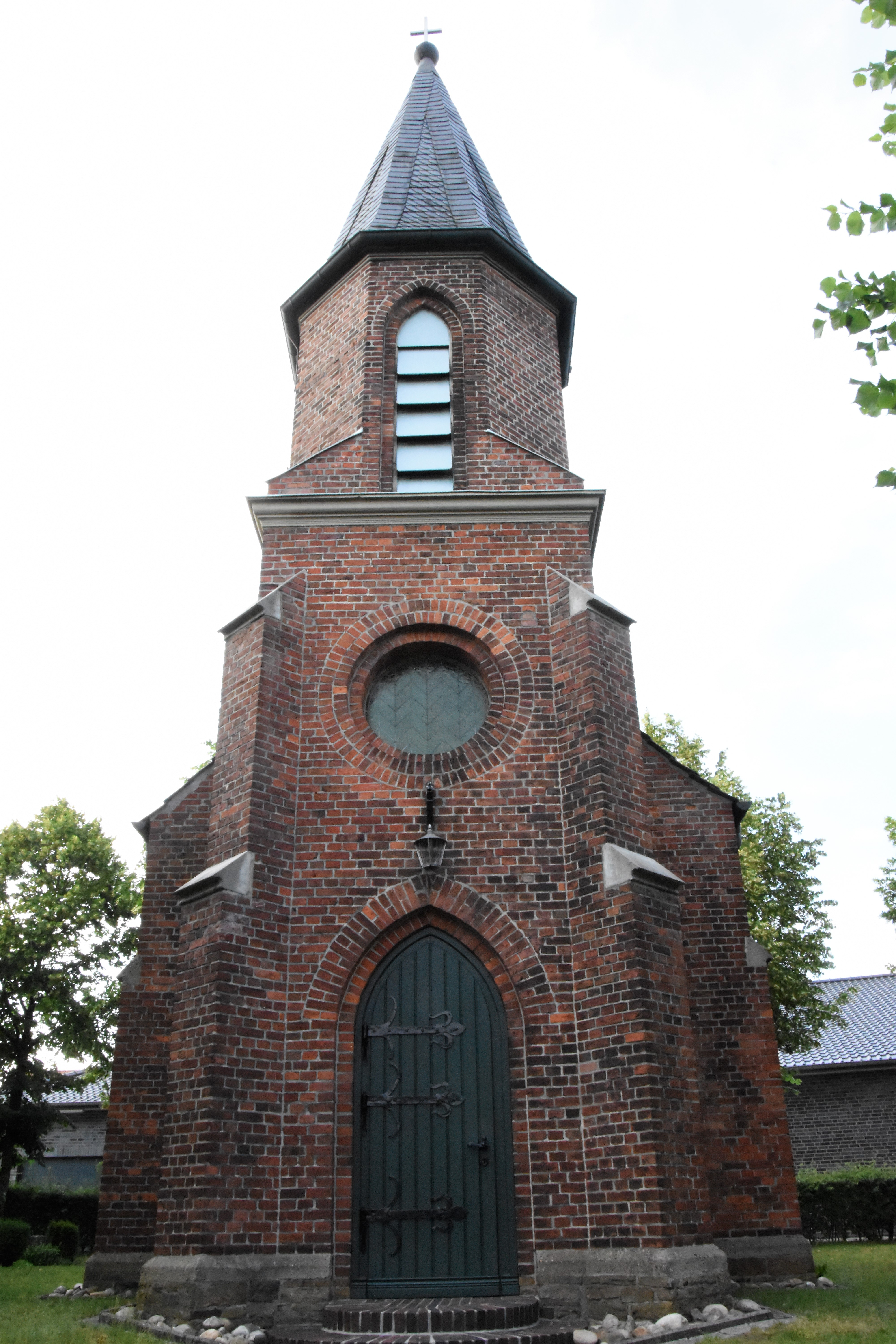
ラウレンティウス礼拝堂
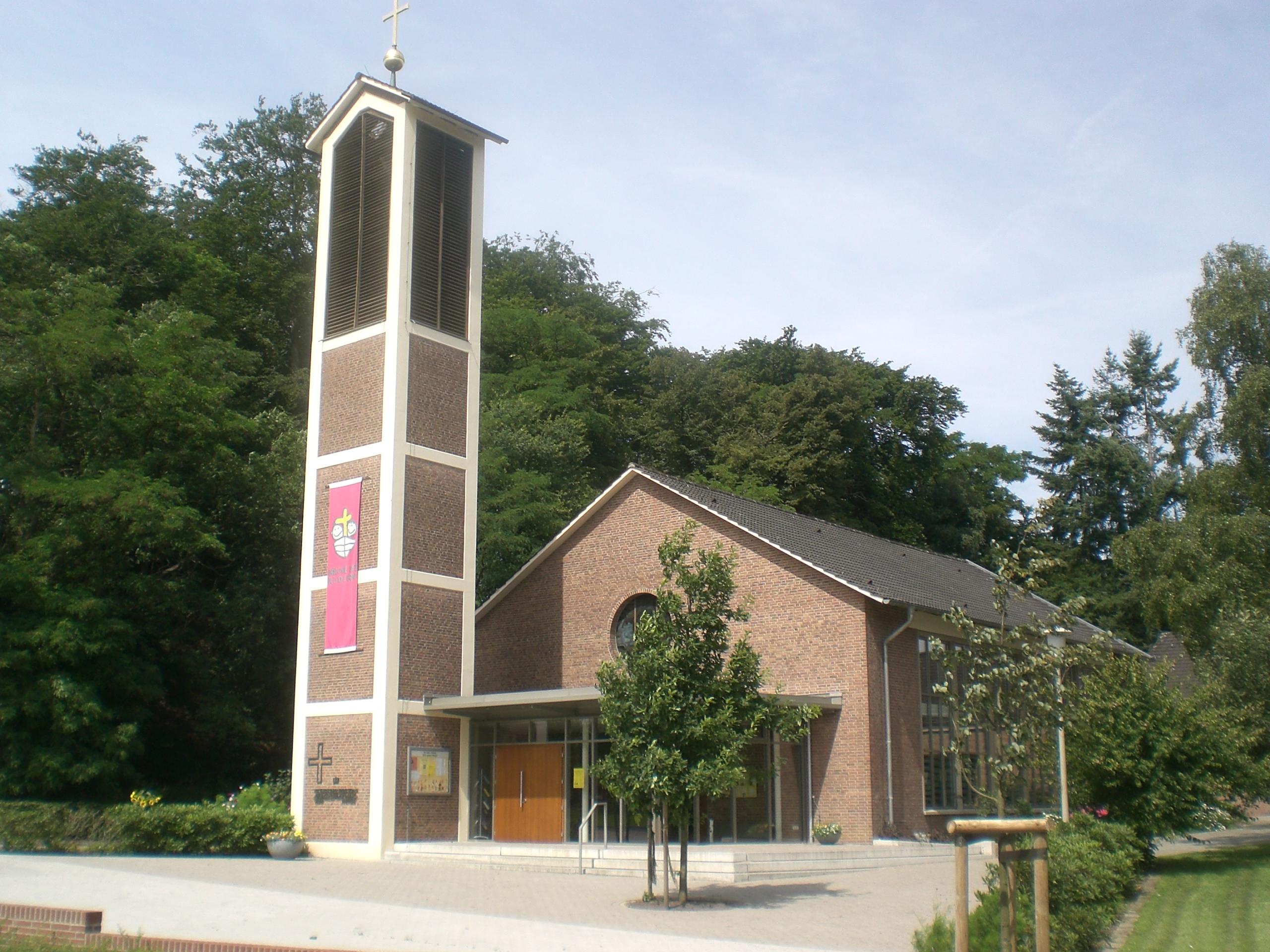
「ツーム・グーテン・ヒルテン」教会
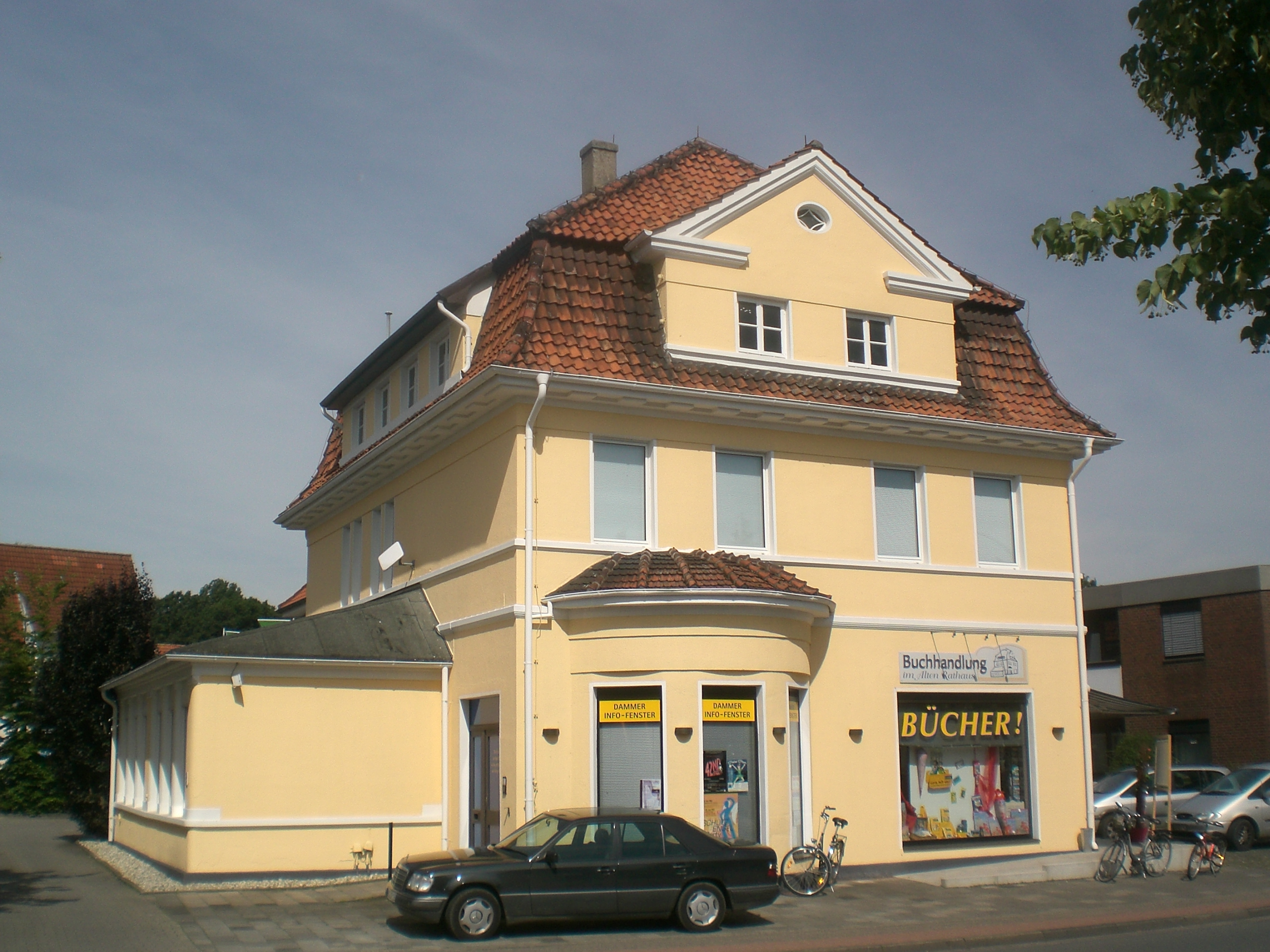
旧市庁舎

### 芸術
公共スペースの芸術で注目すべきは、ダンメの彫像の径である。これはダンメ芸術・文化サークル e.V. の主導で1994年から徐々に形成されたものである。内市街には多くの芸術作品があり、足を止めてゆっくりと鑑賞することができる。中には、レオナルト・ヴュベナ、ゲルハルト A.O. シュミット、クラウス・ドゥシャート、コルネリア・ヴァイエといった著名な芸術家の作品もある。その他にダンメ実科学校の生徒が制作し、1999年に設置されてダンメの象徴の1つとなっている「カーニバルの柱」のような作品もある。ダンメの内市街には、37箇所に44体の彫像がある。これはヴェーザー＝エムス地域で最大の屋外芸術展示である。
ダンメでは、定期的な間隔で、地元の、しかし多くは全国的にも知られている芸術家の作品の展覧会をショイネ・ライバー（直訳: ライバー納屋）で開催している。さらにダンメ内市街の民営のギャラリーでは国際的な芸術家の作品展示が入れ替えで行われている。
2004年にダンメ修道院前の森の中に石で「森の迷路」が造られた。

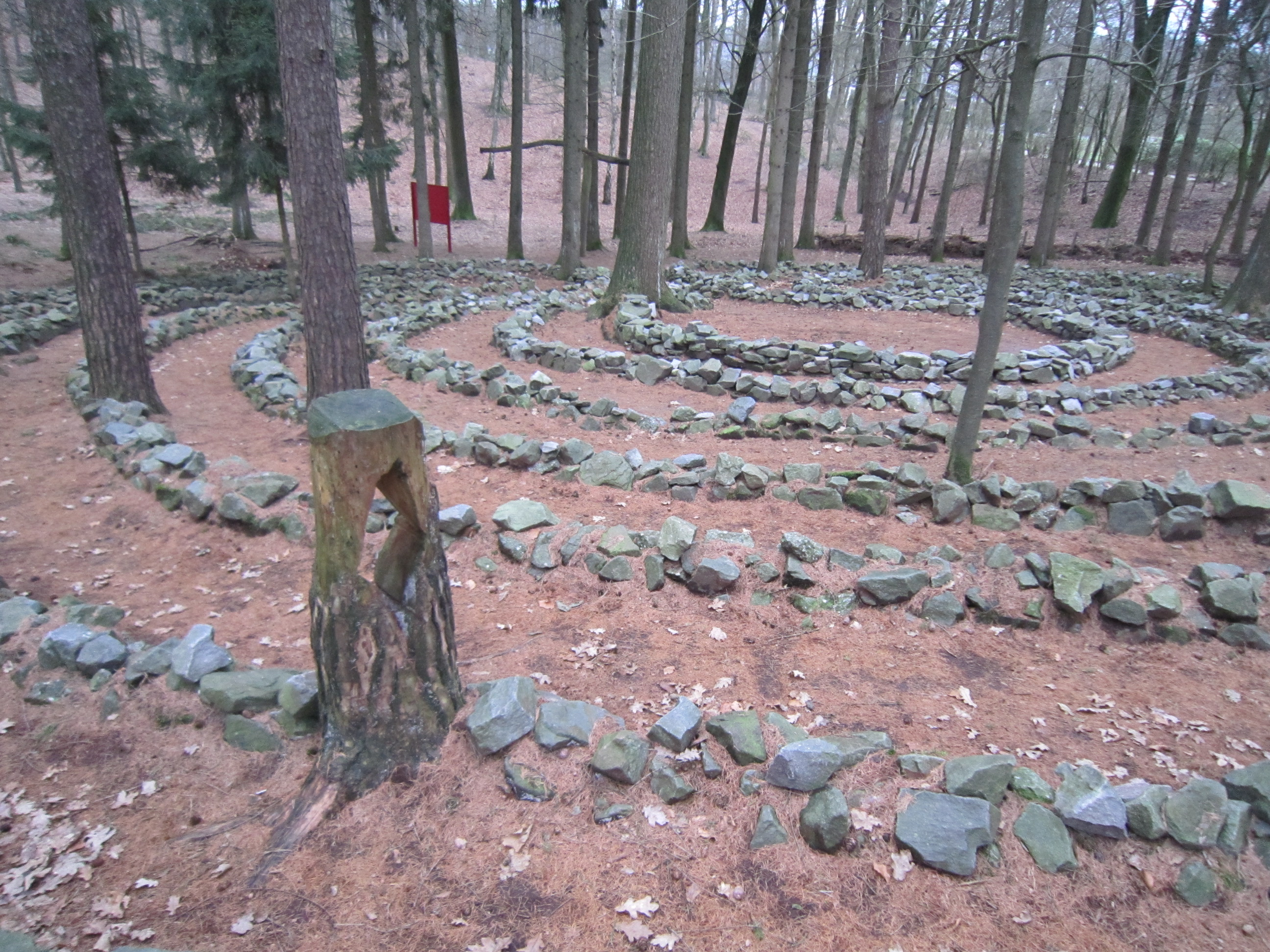
「森の迷路」

2013年8月、ダンマー山地の尾根にあるモルトクーレンベルク展望塔の登り口に「モルトクーレンベルクの盗賊たち」をモチーフにした8体の鉄製の像が集められている。等身大の像を持つ鉄のプレートの厚さは 10 mm ある。これは、鉄をレーザーで加工して創られたものである。

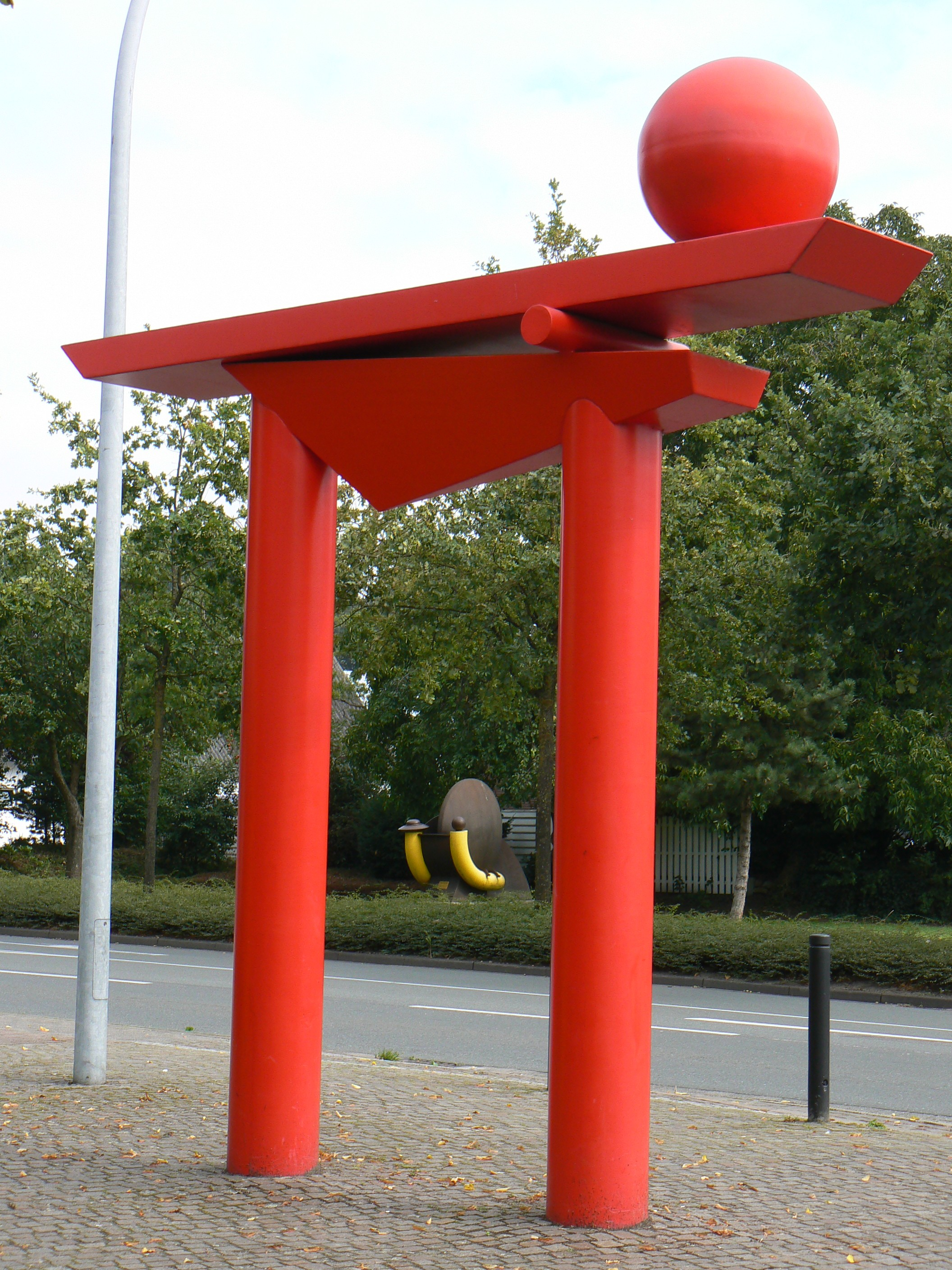
レオナルト・ヴュベナ「Statt Tor」（直訳: 門の代わりに）2014年
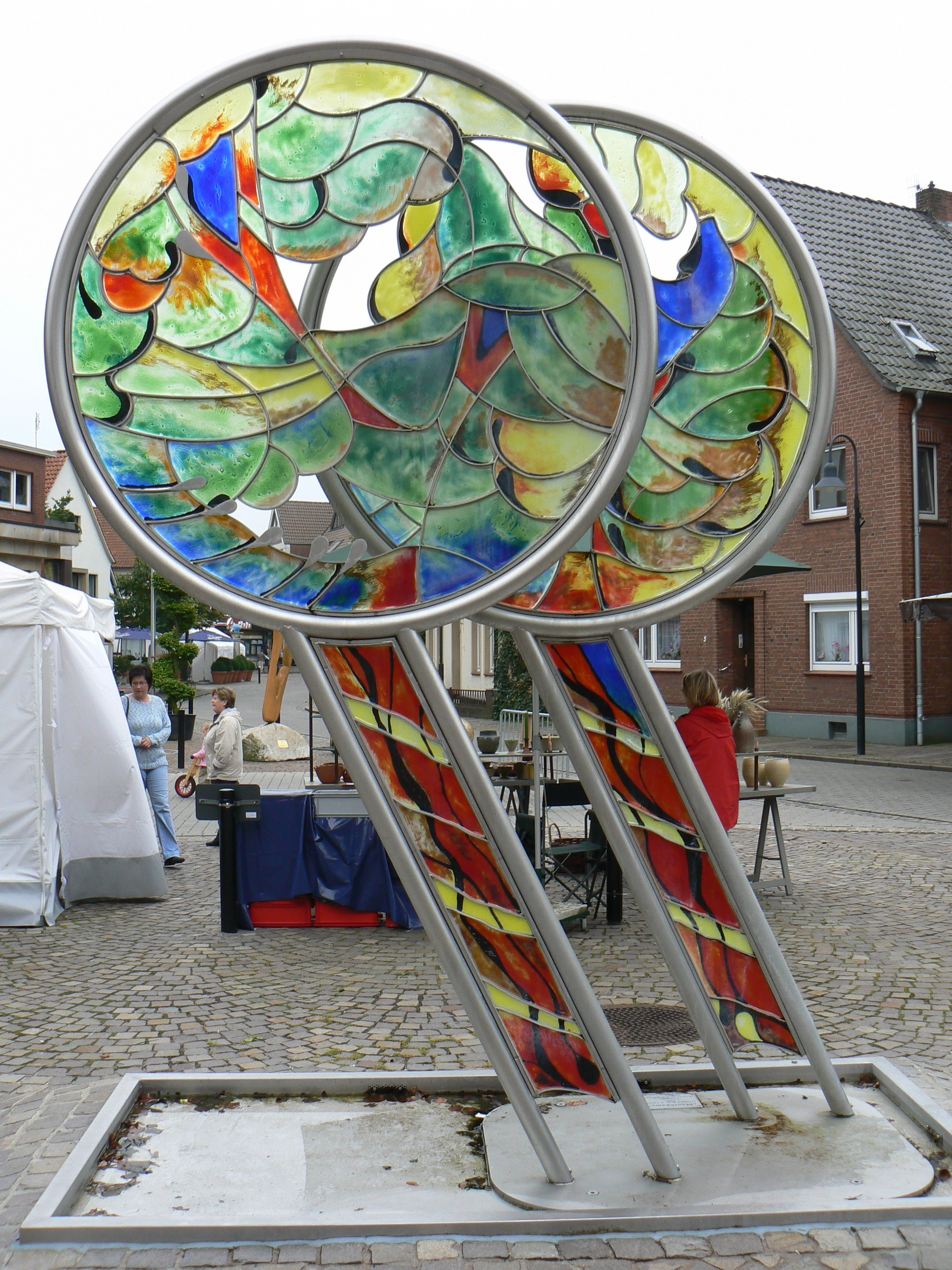
ゲルハルト A.O. シュミット「Moorbäume」（直訳: 湿地の木）2003年
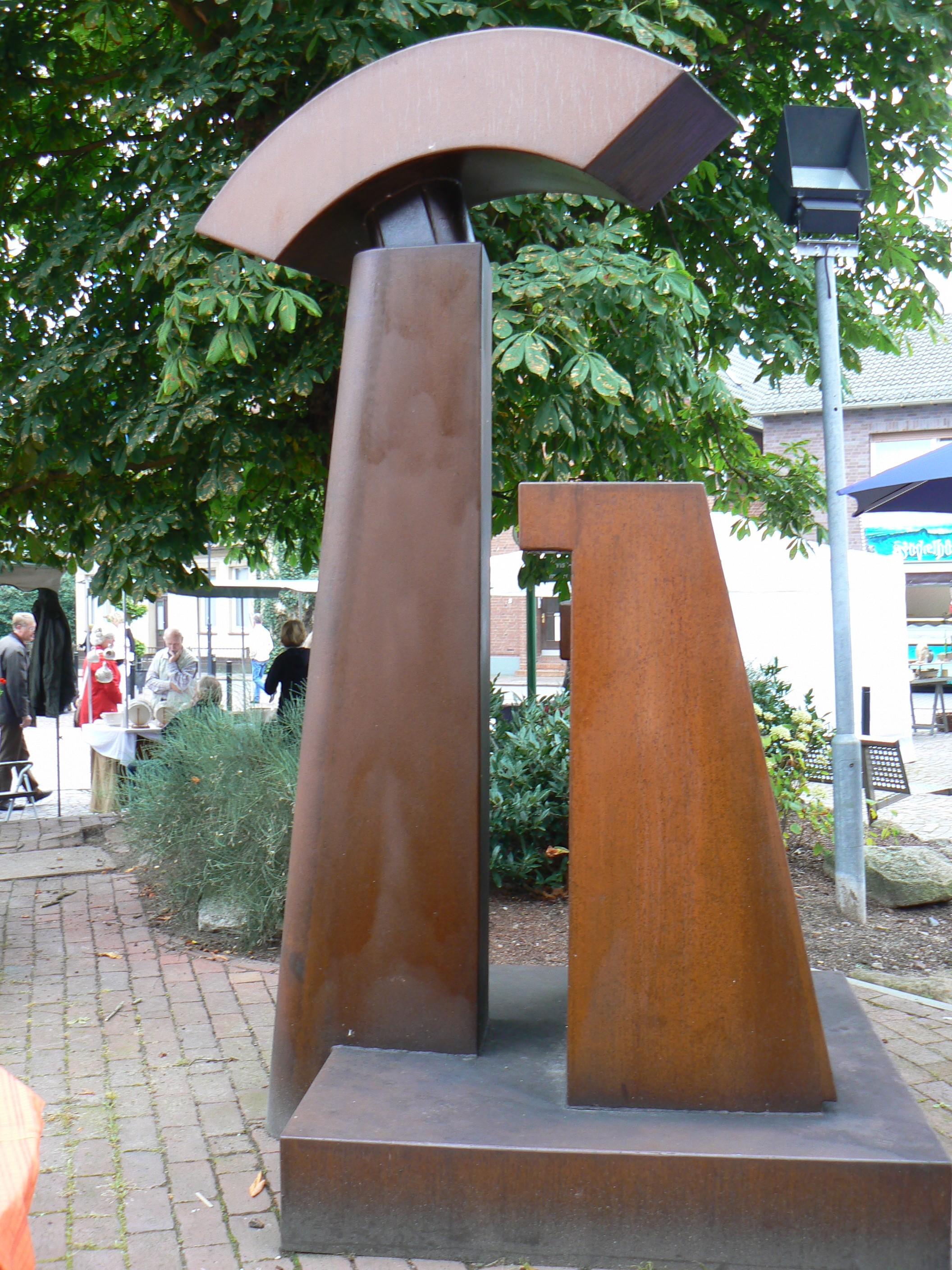
クラウス・ドゥシャート「Speech」（スピーチ）2004年
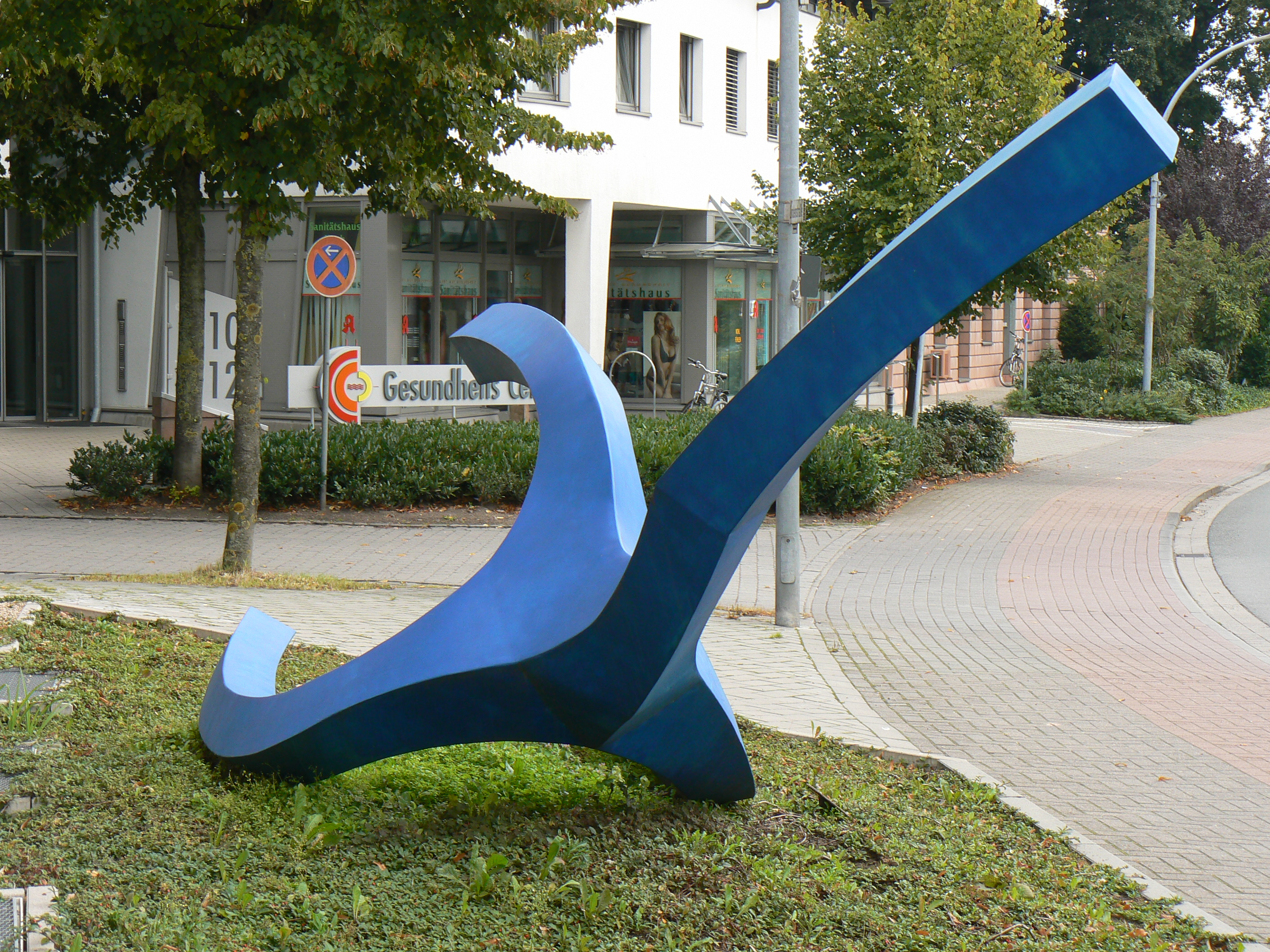
コルネリア・ヴァイエ「Blauer Zweig」（直訳: 青い枝）2004年
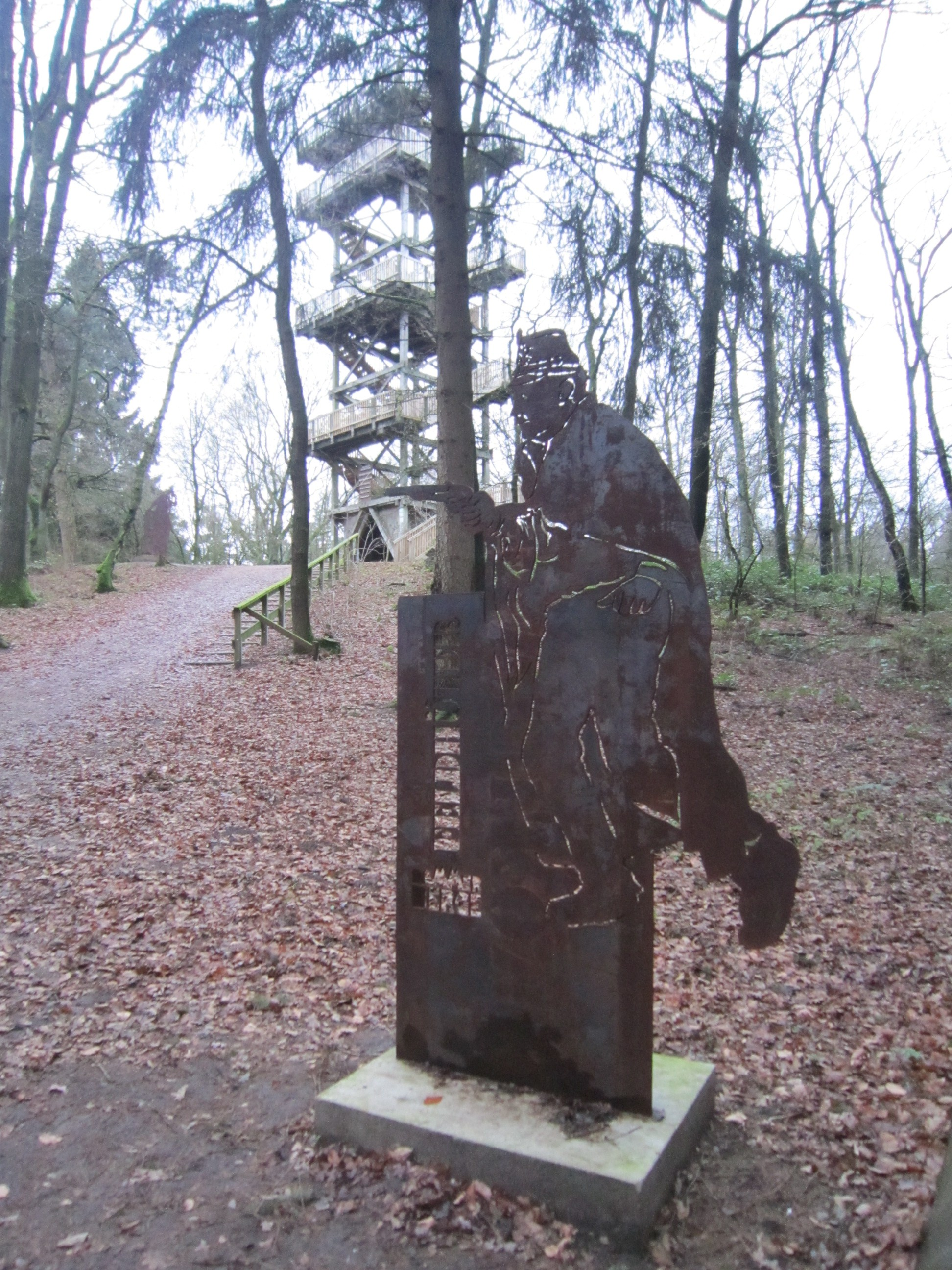
モルトクーレンベルクの展望塔入口の像

### 公園
- 街の中心部の旧カトリック墓地。一部が公園に改造されている。
- ダンマー・ベルクゼー地区（クライナー・ベルクゼーとグローサー・ベルクゼー）。自然保護区。街の中心部から約 1 km 離れている。学習路も通じている[32]。
- ベクサデタール。ベクサデ・ミュールバッハおよびダンマー・ミュールバッハ地区。大部分が自然保護下にある。街の中心部から約 1 km 離れている。学習路も通じている[33]。
- ダンマー・ベルゲ（ダンメ山地）。広い自然公園。森やいくつかの谷、草地につながっている。
- オールケンベルク住宅地の小さな市立公園。「レーアダンマー」の像がある。

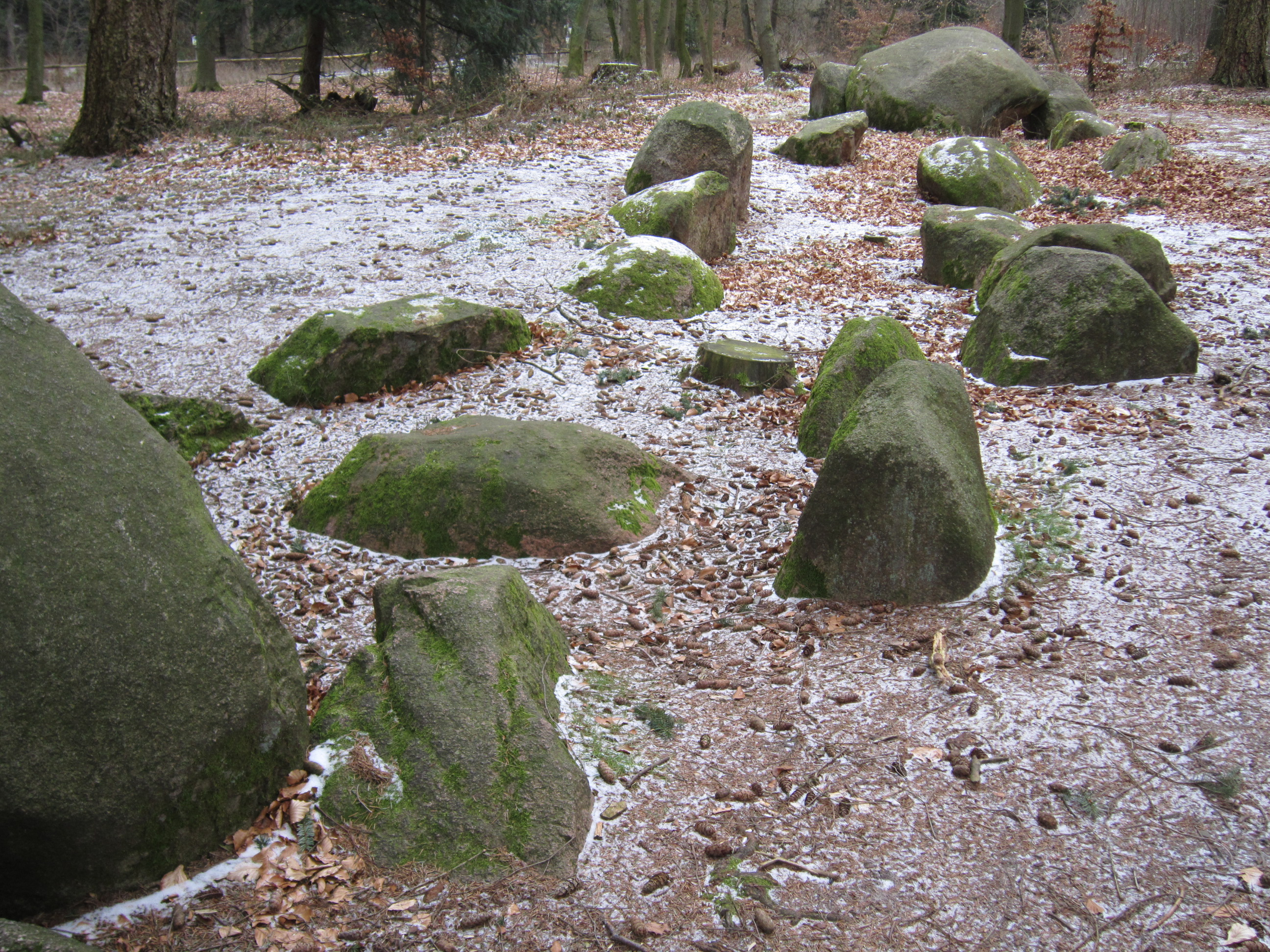
シュタッペンベルクの巨石墓

### 文化財
- ノイエンヴァルデにある「ヒューネンシュタイネ」と呼ばれる、2基の新石器時代の巨石墓。
- 北の市境のすぐ近くにあるシュタッペンベルクの巨石墓。
- ジールハウゼンにある「レーマーシャンツェン」（直訳: ローマ人の砦）と呼ばれる中世初期の3基の環状土塁施設。
- （ホルドルフの町域にある）中世のデルザブルク。
- ベルクファイネのマーネンベルクにある青銅器時代・鉄器時代の墓地。

### 自然文化財
- ホルテ地区の樹木群
- ダンマー・ベルクゼー自然保護区

### 年中行事

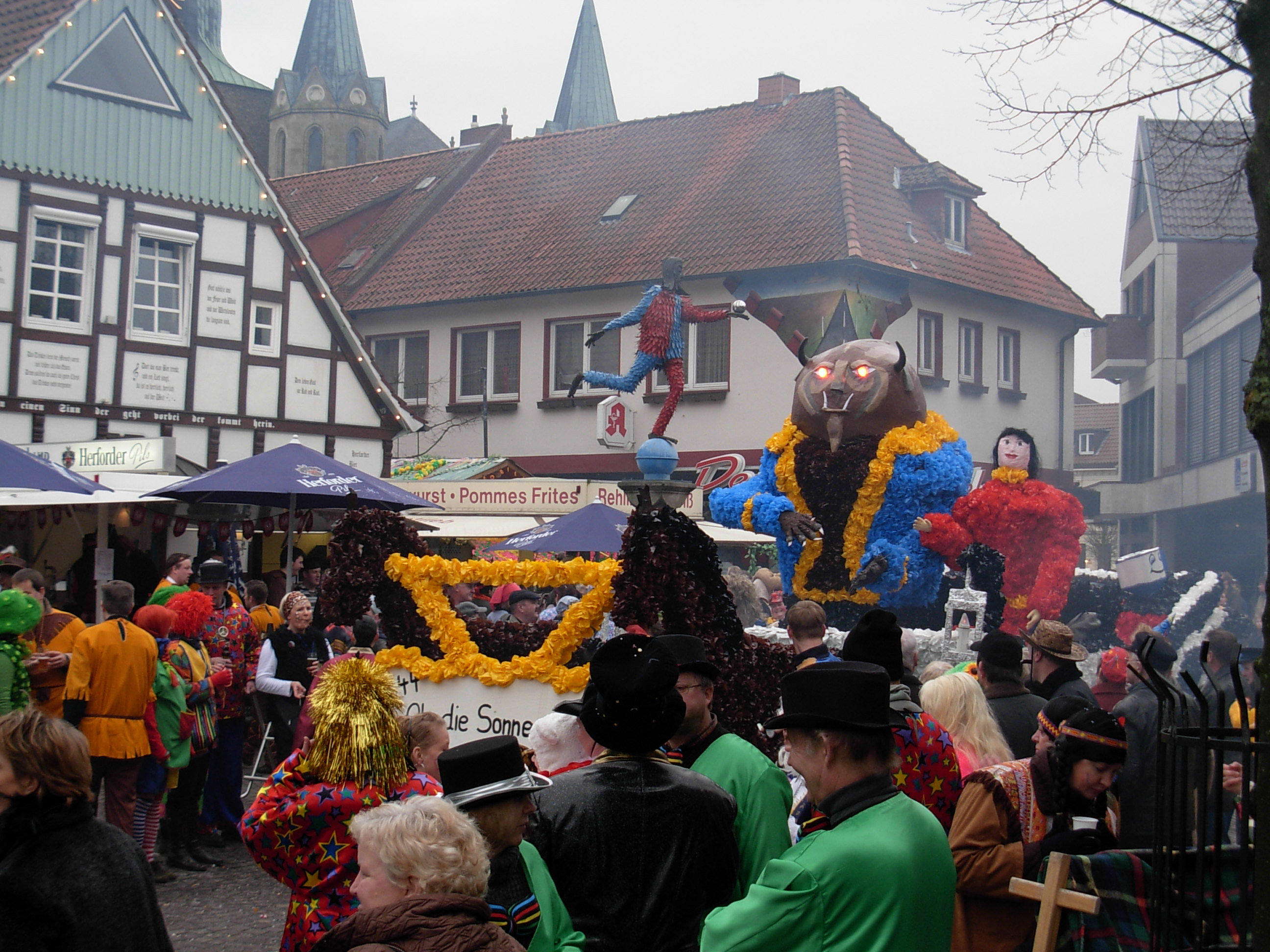
ダンメのカーニバル

#### ダンメのカーニバル
ダンメは、中世にその起源を持つダンメのカーニバルで知られている。1614年に結成されたダンメ・カーニバル協会によって運営されている。これはドイツで最も古いカーニバル協会の１つに数えられる。1870年頃まで「ハイシェガング」（パレード）がカーニバルのハイライトであった。これは灰の水曜日の前の夕方、つまり四旬節が始まる前日の夕方に開催されていた。これがカーニバルのダンメの挨拶「Helau, Fastaubend!」（ヤッホー、四旬節前夜!）という挨拶の由来である。
ハイシェガングでは、家から家へと練り歩き、食べ物や飲み物を集めて夕方に大祝宴を開いてこれを消費し、四旬節に入った。1870年頃に商売上のつながりがあった地元の商人や職人が旅先からライン地方のカーニバルの風習をダンメに持ち込んだ。これ以後、王子が選ばれ、人々は仮装して、テーマの決まったバラの月曜日のパレードや仮面舞踏会に参加した。緊急事態に伴う中断（世界大戦中や戦後の物不足、1920年代のカーニバル禁止、1962年の洪水被害、1991年の湾岸戦争、2020年以降の新型コロナウィルス感染症のパンデミック）を経ながらも、2つのパレード（1938年以降日曜日にも行われる）があるダンメのカーニバルは北ドイツ最大のストリート・カーニバルに発展した。1892年からダンマーのカーニバルは、他のカーニバルが盛んな街よりも1週間早く開催されている。この2日間で約9,000人のカーニバル参加者がカーニバル都市ダンメの通りを240組の山車やグループでパレードする。
北ドイツ最大のパレードは、確かにダンメのカーニバルのハイライトであるが、これに付随する広範なプログラムがある。毎年11月11日が、内市街のカーニバル柱での会議開幕式典とダンメ市庁舎での会議開始のターニングポイントである。ここでは、名誉カーニバル賞がふさわしい人物に授与される。年次総会の後、一連のガラセッション、王子の宣言、仮装舞踏会、特別なイベントが始まり、全員が参加できるすべてのプログラムが提供される。ダンメでは、バラの月曜日にはダンメ市とダンメ・カーニバル協会によって、様々な著名なゲストを招いてレセプションが開催される。2014年に招待されたニーダーザクセン州首相のシュテファン・ヴァイルはダンメのカーニバルを「ニーダーザクセンのカーニバルの揺籃」と表現した。レセプションの後市長はダンメの統治権を譲ることを示すために、市の鍵を王子に渡すことが伝統となっている。その後のお祭り騒ぎの3日間は、カーニバルの王子の統治下に置かれる。
2020/2021年のカーニバルについては、COVID-19のパンデミックのため、2021年2月7日と8日に計画されていたパレードを含めダンメ・カーニバル協会のすべてのイベントが2020年9月14日に中止された。2021/2022年についても、COVID-19のため中止となった。

#### ダンメの陶器市
ダンメ芸術・文化サークル e.V. は、1985年から毎年9月の第1週末にダンメの陶器市を組織している。このイベントには、プロの陶芸家を含め約60人の陶芸作家が出品する。ミューレン通りとフリートホーフス通りとの間、および隣接する駐車場に陶芸作品が展示される、陶器市の日曜日にはこれに加えて Rahmenprogramm が開催される。ダンメ芸術・文化サークル は、これに加えて、音楽から文学や造形芸術に至るまで芸術創作活動の全分野に渡る文化イベントを定期的に開催している。コンサート、演劇、展覧会、研究旅行など年間約12回のイベントが開催される。子供向けには11月に子供劇場が開催される。

#### 春の泥棒市
ノミの市が開かれる内市街の春のキルメス（教会開基祭）。

#### クリスマスマーケット
アドヴェントの時期には、アドヴェントの日曜日ごとにダンメのアドヴェント市、年に1回リュッシェンドルフのクリスマスマーケットが開催される。

#### ダンメの聖堂祝祭劇
2年ごとに数週間、聖ヴィクトール教会前の教会広場で開催される。ダンマー・ベルゲ演劇協会が運営している。

#### パブリック・ビューイング
2年ごと（UEFA欧州選手権2020は新型コロナ感染症のため例外）に聖ヴィクトール教会前の教会広場でUEFA欧州選手権とFIFAワールドカップのパブリック・ビューイングが開催される。ドイツ代表の出場試合と決勝戦はすべて開催される。

#### 射撃祭
- ダンメ射撃クラブ　毎年7月末。
- グリュックアウフ射撃クラブ　毎年6月中旬。
- オスターファイネ＝デュンマー市民射撃クラブ　毎年5月末から8月初め。
- リュッシェンドルフ射撃クラブ　毎年7月中旬。
- ロッティングハウゼン聖ヴィクトール射撃兄弟団　毎年7月初めにオッセンベック地区の射撃広場で開催される。
- ジュートフェルデ 7.カンパニーのユクス射撃祭　毎年7月末。

2020年と2021年には世界的な新型コロナウイルスのパンデミックのためにいずれの射撃祭も開催されなかった。

#### デュンマー・アイスヴェッテ
デュンマー・アイスヴェッテ（直訳: デュンマー湖の氷の賭け）は毎年1月中旬にデュンマー湖西岸のデュンマーローハウゼンで開催される。サプライズゲストの主賓が、デュンマー湖が「steiht oder geiht」、つまり凍っているか否かを確認するセレモニーである。デュンマー・アイスヴェッテの主賓には、ブレーメンの名誉市長ヘニング・シェルフ (SPD) や FDPの政治家グイド・ヴェスターヴェレらが招かれている。これは、ブレーマー・アイスヴェッテと同様のものである。

#### ブルー・ナイト・ダンメ
毎年夏に10組ほどのバンドがダンメ内市街で同時に演奏を行っている。この貿易産業協会のイベントために内市街では自動車の通行が制限される。内市街全体が青色の照明でライトアップされ、バンドは屋外のステージで演奏し、屋台が立つ。

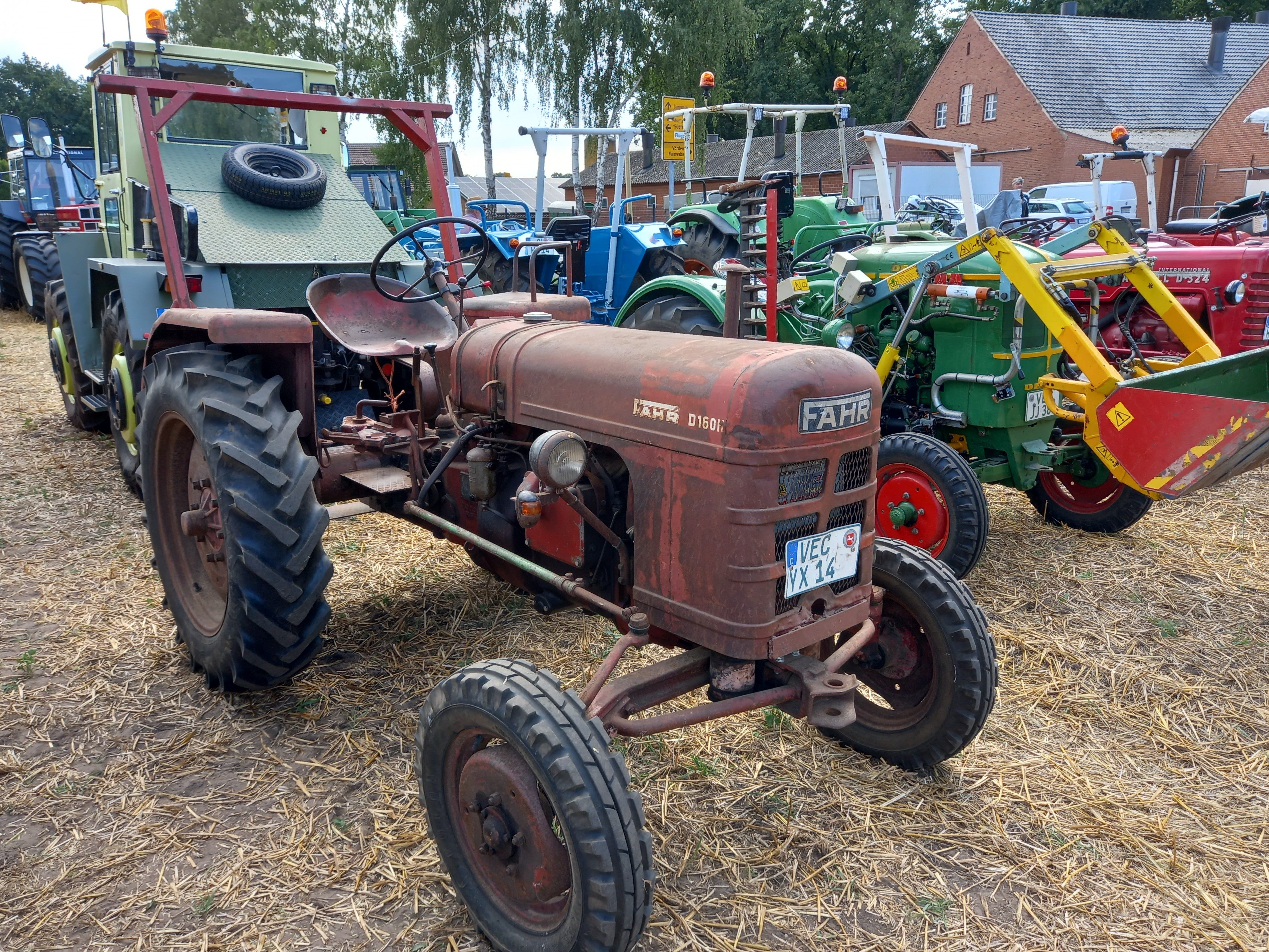
ロッティングハウゼンのオールドタイマー＝トラクター集会

#### ロッティングハウゼンのオールドタイマー＝トラクター集会
8月には「ラリテーテンコマンド・ロッティングハウゼン」が「オールドタイマーおよびトラクター集会」を組織する。2022年には100台以上が参加した。

### スポーツ
ダンメでは多彩な種目のスポーツを楽しむ機会がある。数多くのクラブがある球戯以外にも、たとえば陸上競技、セーリング、ランニング、航空スポーツなどがある。以下のスポーツクラブがダンメおよびその周辺に存在する。
- オリンピック・スポーツクラブ・ダンメ: 多彩な種目がある[38]。
- シュピールフェライニグング・シュヴァルツ＝ヴァイス・オスターフェイネ・フォン 1925 e.V.（サッカー、ハンドボール、体操、ランニング）
- ダンメ・テニスクラブ
- DLRG（ドイツ・ライフ・セービング協会（ドイツ語版、英語版））ダンメ支部
- 騎馬・乗馬クラブ e.V.
- プール＝ビリヤード＝クラブ・ダンメ
- ロート＝ヴァイス・ダンメ（サッカー、ハンドボール、ファウストボール、インディアカ）

## 経済と社会資本
ダンメ市は、オルデンブルガー・ミュンスターラントの他の自治体と同じく、失業率が低い（約 3.5 %）。

### 企業
- グリンメ農業機械製造 GmbH & Co. KG
- インターノーム GmbH & Co. KG
- 聖エリーザベト会病院 gGmbH
- ZF レムフェルダー GmbH、自動車部品製造
- ボーゲ・ラバー & プラスチック・グループ
- ツェルフーゼン・カルトナーゲン GmbH、カルトナージュ製造
- KUDA-グループ（KUDA-フォーンベース GmbH / KUDA-エアロ＝スポイラー GmbH）
- オルデンブルギシェ・フォルクスツァイトゥング
- ノイエ・オスナブリュッカー・ツァイトゥング
- VEC-ニュース
- ノルトヴェスト＝ツァイトゥング

### 公共機関・施設
- 市役所
- 聖エリーザベト病院 gGmbH、約235床、多くの専門診療科および一般診療科を有する。
- 警察署
- ダンメ消防団、ボリングハウゼン消防団、オスターファイネ消防団。
- 地元の迅速対応グループ (SEG) と救助犬チームが配備されたマルタ救助訓練ステーション。
- フェヒタ郡の自動車登録局
- ダンメ青年集会所
- ダンメ室内プール
- デルザバート・ダンメ（プール）

### 教育
ダンメには幼稚園が6園ある。クレメンス＝アウグスト＝ドルフ、グリュックアウフ、オスターファイネ、リュッシェンドルフと中核市区（グリューナー・ヴェークとフンテブルガー通り）にある。これらの地区には、グリュックアウフを除いていずれも基礎課程学校がある。ダンメのグリューナー・ヴェークにはシュールキンダーガルテン（直訳: 学校幼稚園）がある。その向かいにある建物には養護学校がある。さらに上級の本課程学校、実科学校、ギムナジウムはいずれもグローセス・シュールツェントルム・ノルトホーフェ（ノルトホーフェ大規模学校センター）にある。アンドレアスヴェルクはグリューナー・ヴェークで障害のある子どもたちのための訓練センターを運営している。
市民大学教育課程はダンマー・ベルゲ教育センターと郡立教育機関で開講されている。ダンメ＝ノイエンキルヒェン郡立音楽学校もギムナジウムの教室を利用している。さらに私立の舞踊学校が2校と私塾が数校ある。

### 医療・健康
カトリックが運営するカーディナル・フォン・ガーレン・クリニーク（旧聖エリーザベト・シュティフト病院）は1863年に設立され、約235床と様々な専門診療科や一般診療科がある。病院の建物内には院内養護学校がある。病院にはヘリポートもある。病院に隣接して、多くの特別な専門医療を行うダンメ健康センターがある。

### 交通

#### 道路
ダンメは道路交通の結節点である。フェルデンからの州道 L846号線とホルドルフからの L851号線が中心部周辺のタンジェント（接線）システムとして走り、それぞれ連邦アウトバーン A1号線の誘導路につながっている。これらの道路は他の州道、すなわちシュタインフェルト/オルデンブルク（L846号線）、レムブルーフ/ディープホルツ（L853号線）、フンテブルク/ブラームシェ（L80号線）からの道路とともに、郡道や市内の道路につながる稠密な交通網を形成している。市内中心部やいくつかの住宅地には自動車の通行が制限されている区域がある。
リンデン通りの市立博物館前に ZOB（中央乗り合いバスステーション）の乗り場がある。

#### 鉄道と公共近郊交通
1910年に鉄道ホルドルフ - ダンメ線が開通し、1914年にはボームテ行きのヴィットラーガー・クライスバーンがこれに接続した。この路線は、ダンメまでの旅客運行が1962年に、貨物運行も1963年に廃止された。ホルドルフへの旅客運行はこれ以前の1952年に、貨物運行は1993年に廃止された。
ダンメからオスナブリュックやボームテへバスが運行しており、そこでハンブルクやルール地方への鉄道に接続する。この他にはフェヒタ方面へのバスがあり、ノルトヴェストバーンのホルドルフ、シュタインフェルト、ノイエンキルヒェン駅へ行くことができる。
2013年からブーフブスシステム（デマンド型交通）の moobil+ が運行している。さらにダンメは、2020年春から E-カーシェアリングに参加している。

#### 自転車
多くの地区間の道路や市外への道路は自転車レーンが整備されている。かつてのダンメ - ホルドルフ線の軌道跡は自転車専用道となっている。

#### 遊歩道

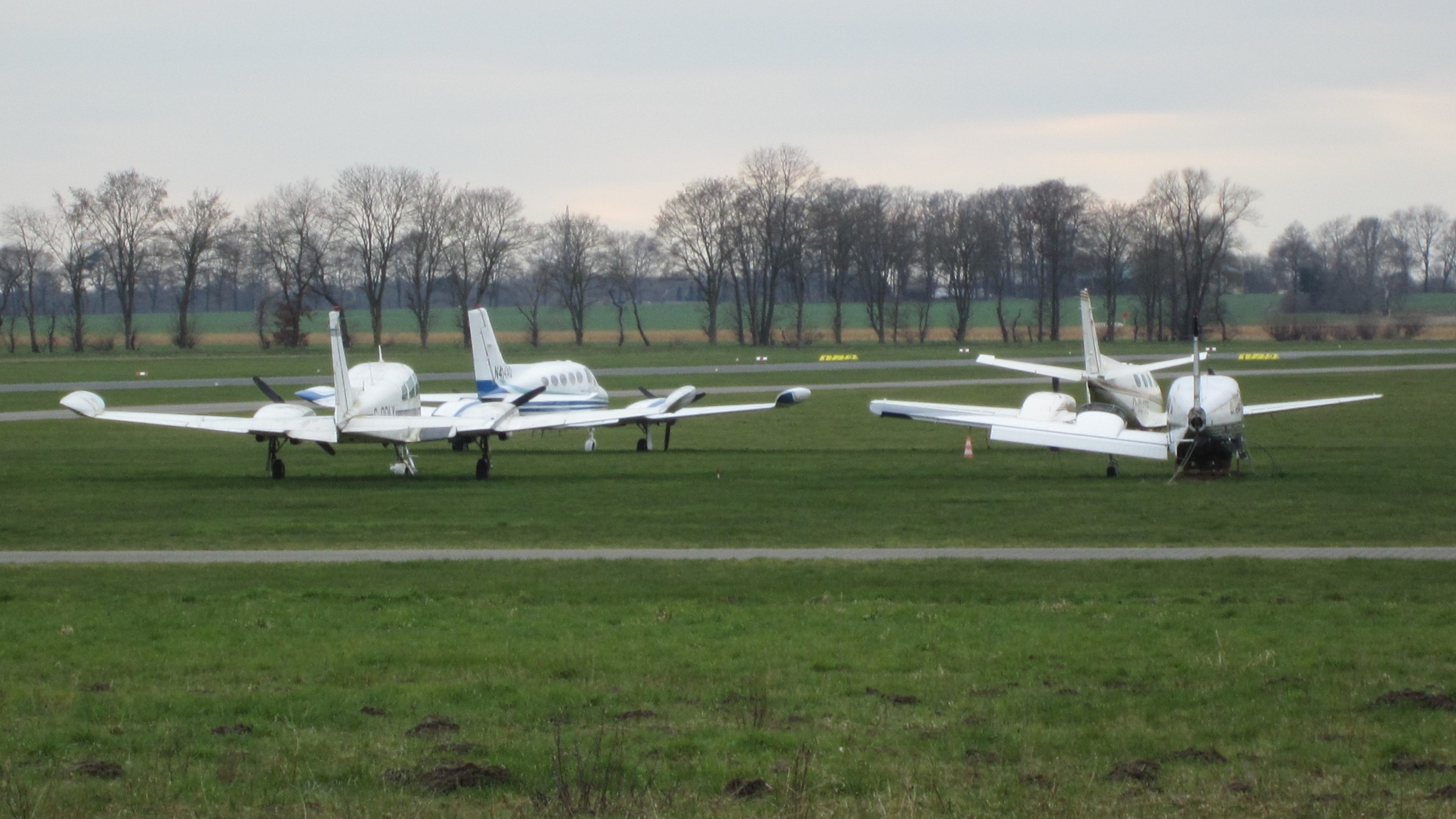
ダンメ飛行場

かつてのベネディクト会修道院であったプリオラート聖ベネディクトを起点とし、ホルドルフを経由してディンクラーゲ城に至る全長 24.1 km の巡礼路「カーディナルヴェーク」（直訳: 枢機卿道路）が2018年10月からオープンしている。現在ベネディクト会女子修道院として利用されているこの城は、列福された枢機卿クレメンス・アウグスト・グラーフ・フォン・ガーレンの生誕地であり、この道は彼を記念して捧げられた。カーディナルヴェークは、ヴィルデスハウゼンからオスナブリュックへの、全長 106.5 km のピッカーヴェークの一部である。ピッカーヴェークはヤコブの巡礼路網に属しており、ディンクラーゲからダンメを通って、さらにヤコブの巡礼路へ巡礼することも可能である。

#### 航空
ダンメ交通飛行場 (EDWX) は、ダンメの南西約 4 km のロッティングハウゼン地区にあり、オルデンブルガー・ミュンスターラント南部の公共交通インフラの一部となっている。一年365日、一般航空（ゼネラル・アビエーション）の利用が可能である。一日24時間滑走路が利用できる。ダンメからドイツ国内やヨーロッパへ向かう企業あるいは個人の飛行機やヘリコプターが運航している。この他に、この飛行場はパイロットやパラシュート訓練にも利用されてる。飛行機格納庫がある。

## 人物

### 出身者
- ヨハン・ヴェルンハルト・シュタロ（1823年 - 1900年）物理学者、著述家、法律家、外交官。
- ロスヴィータ・ゲルデス（1961年 - ）陸上競技選手（中距離）。
- リュック・アイホスト（ドイツ語版、英語版）（2000年 - ）サッカー選手。

## 関連図書
- W. Friemerding; K.-P. Lammert; C. Schulte (2013). Dammer Carnevalsgesellschaft von 1614 e. V.. ed. In närrischer Eigenart – 400 Jahre Dammer Carneval
- Alwin Schomaker (1954). Helau Fastaubend! Helau Fastaubend! Verkürzte Zusammenfassung einer Quellenstudie zur Geschichte der Dammer Fastnacht. In: Heimatkalender für das Oldenburger Münsterland. Band 3. pp. 113–117
- Boris von Brauchitsch; Alexander Smoltczyk; Martin von den Driesch (Fotos) (2014). Martin von den Driesch. ed. An unser geliebtes närrisches Volk!
- Josef Schmutte: Damme in Bildern – Beschreibung einzelner Straßenzüge und deren Bewohner der letzten 200 Jahre in 8 Bänden